# The Voice of Germany
The Voice of Germany (en español: La voz de Alemania) es un reality talent show creado por John de Mol, basado en el concepto The Voice of Holland y su serie internacional. Comenzó a transmitirse en ProSieben y Sat.1 el 24 de noviembre de 2011.
El programa tiene cinco etapas diferentes: audiciones de productores, audiciones a ciegas, rondas de batalla, aprobaciones y shows en vivo. Hasta la fecha ha habido doce ganadores:Ivy Quainoo, Nick Howard, Andreas Kümmert, Charley Ann Schmutzler, Jamie-Lee Kriewitz, Tay Schmedtmann, Natia Todua, Samuel Rösch, Claudia Emmanuela Santoso, Paula Dalla Corte, Sebastian Krenz, y la última Anny Ogrezeanu.
El espectáculo fue presentado originalmente por Stefan Gödde. Desde 2012, Thore Schölermann ha presentó el espectáculo. Desde 2015 hasta 2021, Schölermann junto con Lena Gercke presentó el programa. En la décima temporada, Annemarie Carpendale reemplazó a Gercke como nueva presentadora, para las primeras etapas. En la undécima temporada, Melissa Khalaj en la semifinal y Steven Gätjen en la final sustituyeron a Schölermann. Desde 2022, Schölermann junto con Melissa Khalaj presentaron el programa. Los entrenadores para la próxima temporada serán Giovanni Zarrella, Bill & Tom Kaulitz, Shirin David y Ronan Keating. Otros entrenadores de temporadas anteriores incluyen a Nena, Rea Garvey, The BossHoss, Xavier Naidoo, Max Herre, Michi Beck y Smudo., Stefanie Kloß, Andreas Bourani, Mark Forster, Michael Patrick Kelly, Alice Merton, Sido, Yvonne Catterfeld, Samu Haber, Nico Santos, Johannes Oerding, Sarah Connor y Peter Maffay. En la novena temporada, Nico Santos apareció como quinto entrenador fuera de la pantalla para los concursantes de Comeback Stage. Michael Schulte asumió como entrenador de Comeback Stage por décima temporada y Elif Demirezer estuvo en la undécima temporada como entrenador de Comeback Stage”. Sin embargo, la "Comeback Stage" se suspendió después de la duodécima temporada.
El 5 de abril de 2013, la versión infantil del programa The Voice Kids se estrenó el Sat.1 y desde entonces ha continuado durante diez temporadas. La undécima temporada se anunció y se emitirá en 2023. El 23 de diciembre de 2018, se estrenó una versión para personas mayores del programa The Voice Senior en Sat.1. Se emitieron dos temporadas antes de que se cancelara el programa.

## Formato
The Voice es una serie de telerrealidad que presenta a cuatro entrenadores que buscan un nuevo artista talentoso que podría convertirse en una superestrella mundial. Como indica el título, los entrenadores juzgan su habilidad vocal y no su apariencia, personalidad o presencia en el escenario. Hay cuatro etapas diferentes: audiciones de productores, audiciones a ciegas, fase de batalla y shows en vivo.
productores pasan a las audiciones a ciegas donde tienen que actuar para los entrenadores. Cada entrenador tiene la duración de la actuación del audicionista (aproximadamente un minuto) para decidir si quiere a ese cantante en su equipo; Si dos o más jueces quieren al mismo cantante (como sucede con frecuencia), el cantante tiene la elección final del entrenador. Sin embargo, si ningún entrenador regresa, el artista es enviado a casa.
Cada equipo de cantantes es asesorado y desarrollado por su respectivo entrenador. En la segunda etapa, llamada fase de batalla, los entrenadores hacen que dos miembros de su equipo luchen entre sí directamente cantando la misma canción juntos, y el entrenador elige qué miembro del equipo avanzará de cada una de las cuatro "batallas" individuales a la primera en vivo. redondo. Dentro de esa primera ronda en vivo, los cuatro actos supervivientes de cada equipo compiten nuevamente cara a cara, y los votos del público determinan uno de los dos actos de cada equipo que avanzará a los ocho finalistas, mientras el entrenador elige cuál de los tres actos restantes. comprende al otro intérprete que queda en el equipo.
En la fase final, los concursantes restantes (Final 32) compiten entre sí en transmisiones en vivo. La audiencia televisiva y los entrenadores tienen la misma opinión 50/50 a la hora de decidir quién pasa a las cuatro fases finales. Con un miembro del equipo restante para cada entrenador, los (4 últimos) concursantes compiten entre sí en la final y el resultado se decide únicamente mediante votación pública.
En la temporada 2, el formato de batalla se extendió a los shows en vivo. Los ocho concursantes de un equipo compitieron en batallas hasta que quedó un finalista. El ganador de esta batalla fue seleccionado mediante una combinación del 50% de un entrenador y televoto.
En la temporada 3, el formato de batalla del programa en vivo fue abolido después de que se criticara que los concursantes populares tenían que competir entre sí. El número de shows en vivo se redujo de seis a cuatro. En esta temporada se introdujo la ronda eliminatoria en la que los concursantes que triunfaron en las rondas de batalla compiten por espectáculos en vivo. Se vio por primera vez en la tercera temporada. La batalla cruzada también se introdujo en la temporada 3 y se extendió a la temporada 4. En la temporada 5, cuatro concursantes recibieron el voto más alto del público y avanzaron a las Finales en vivo, independientemente del equipo del que pertenezcan. Pero a partir de la sexta temporada, solo un concursante de cada equipo que recibió el mayor voto entre los 3 mejores de sus equipos fue enviado a la final.
Desde la temporada 6 hasta la temporada 8, los artistas que no son seleccionados por ninguno de los entrenadores abandonan el escenario inmediatamente después de su canción y no hablan con los entrenadores. Sin embargo, en la temporada 9, el programa agregó una nueva fase de competencia llamada The Voice: Comeback Stage by SEAT que era exclusiva de thevoiceofgermany.de. Fue mostrado por primera vez en la decimoquinta temporada de la versión americana The Voice. Después de no poder girar una silla en las audiciones a ciegas o ser eliminados de las batallas y cantos, los artistas tuvieron la oportunidad de ser seleccionados por el quinto entrenador en línea para convertirse en miembros de su equipo personal.

## Producción
A principios de abril de 2011 se anunció que ProSieben y Sat.1 compró los derechos del espectáculo. Ideado por John de Mol, el creador de Big Brother, The Voice está basada en el programa de televisión holandés The Voice of Holanda y es parte de Franquicia The Voice, basándose en la similar British y formato americano En julio de 2011, ProSieben y Sat.1 comenzaron a anunciar los entrenadores de la serie. La primera temporada se emitió en el calendario de televisión de la cadena 2011-12. Después de una exitosa temporada 1, Prosieben y Sat.1 decidieron realizar otra temporada en 2012. Después de los exitosos ratings en las audiciones a ciegas de la temporada 2, Prosieben y Sat.1 anunciaron una tercera temporada en 2013. En diciembre de 2013, se anunció una cuarta temporada, que comenzó a transmitirse en octubre de 2014. En junio de 2015, Prosieben y Sat. 1 anunció la quinta temporada para el calendario de televisión de la cadena 2015-16. En la final de la quinta temporada, se anunció la sexta temporada para 2017. Durante la séptima temporada, se anunció que habría una octava temporada en 2018. En la final de la temporada 8, el presentador anunció la novena. estación. El 3 de noviembre de 2019 se anunció la décima temporada o temporada aniversario que se estrenará en 2020. El 16 de junio de 2020, Sat.1 anunció que la serie de aniversario del programa de casting La Voz de Alemania tendrá más episodios que antes.

## Entrenadores y presentadores

### Entrenadores
El 11 de julio de 2011, ProSieben y Sat.1 anunciaron que Nena y Xavier Naidoo son los dos primeros entrenadores de la primera temporada. El 25 de agosto de 2011, Rea Garvey y el dúo Boss Burns (Alec Völkel) y Hoss Power (Sascha Vollmer) de la banda The BossHoss fueron anunciados como los dos restantes. entrenadores. Los cuatro entrenadores regresaron para la segunda temporada. Naidoo y Garvey no regresaron para la tercera temporada tercera temporada y fueron reemplazados por Samu Haber y Max Herre. El 18 de marzo de 2014, Völkel y Vollmer de la banda The BossHoss anunciaron que ya no serían entrenadores de la cuarta temporada. Cinco días después, Nena también anunció su salida del programa. El 27 de marzo de 2014, Michi Beck y Smudo de la banda Die Fantastischen Vier fueron anunciados como reemplazo de The BossHoss. El 3 de abril de 2014, Haber anunció en Facebook que sería entrenador en la cuarta temporada. El 6 de mayo de 2014, se anunció que Herre había dejado el programa, pero Garvey regresó después de una pausa de una temporada. El 3 de julio, la líder de Silbermond Stefanie Kloss anunció que reemplazaría a Nena. A principios de mayo de 2015, Haber anunció que no sería entrenador en la quinta temporada. Fue reemplazado por Andreas Bourani. Los otros tres entrenadores permanecieron en el programa.
El 30 de abril de 2016, se anunció que Garvey dejaría el programa y Haber regresaría para la sexta temporada, después de una pausa de una temporada. El 14 de junio de 2016, se anunció que Michi & Smudo y Bourani continuarían como entrenadores, mientras que Kloss fue reemplazado por Yvonne Catterfeld. Para la séptima temporada, Bourani fue reemplazado por el entrenador de The Voice Kids Mark Foster. Catterfeld, Haber y Michi & Smudo regresaron. En mayo de 2018, la dirección de Haber confirmó que no sería entrenador de la octava temporada. Fue reemplazado por Michael Patrick Kelly. Catterfeld, Forster y Michi & Smudo regresaron como entrenadores. El 7 de abril de 2019, Michi & Smudo anunciaron su salida de La Voz de Alemania después de cinco temporadas. En mayo, Catterfeld y Kelly también anunciaron su salida. El 26 de mayo de 2019, se anunció que Forster permanecería como entrenador, Garvey regresaría como entrenador después de una pausa de tres temporadas, mientras que Alice Merton y Sido se unirían al programa. por primera vez. El 21 de agosto de 2019, se anunció que  Nico Santos también se uniría a la novena temporada como el quinto entrenador para la etapa de regreso de la competencia. Esto aumentaría el número de finalistas de 4 a 5.
En junio de 2020, se anunció que Sido y Merton no estarían en la serie de aniversario de La Voz de Alemania. El 17 de julio de 2020, se anunció que la temporada aniversario incluirá seis entrenadores: 2 entrenadores en solitario y 2 entrenadores en dúo. Los dos solos eran Forster y Santos y los dos dúos eran Catterfeld & Kloss y Haber & Garvey. El 21 de julio de 2020, se anunció que Michael Schulte sería el nuevo entrenador de Comeback Stage. El 9 de junio de 2021, ProSieben y Sat.1 anunciaron que Garvey, Haber, Kloss y Catterfeld no regresarían para la undécima temporada. El 25 de junio de 2021, ProSieben y Sat.1 anunciaron que Johannes Oerding y Sarah Connor como nuevos entrenadores de la undécima temporada, con el regreso de Forster y Santos, y Elif Demirezer como nuevo entrenador de la "Etapa de regreso". El 13 de abril de 2022, se anunció que Santos, Connor y Oerding no regresarían para la duodécima temporada, mientras que Forster continuaría. El 12 de mayo de 2022, se anunció que Garvey y Kloss regresarían como entrenadores para la duodécima serie, y Peter Maffay fue confirmado como nuevo entrenador. Además, luego de 3 temporadas, se confirmó que no habría entrenador del Comeback Stage. Por tanto, el número de finalistas volvería a reducirse a 4. El 28 de mayo de 2023, se anunció que los cuatro entrenadores de la temporada anterior no regresarían para la decimotercera temporada, lo que significa que el panel de la decimotercera temporada estará formado por 4 nuevos entrenadores. El 6 de junio de 2023, se reveló que Ronan Keating, Giovanni Zarrella, Shirin David y Bill & Tom Kaulitz son los nuevos entrenadores de la decimotercera temporada.
| Coach           | Temporada | Temporada | Temporada | Temporada | Temporada | Temporada | Temporada | Temporada | Temporada | Temporada | Temporada | Temporada | Temporada |
| Coach           | 1         | 2         | 3         | 4         | 5         | 6         | 7         | 8         | 9         | 10        | 11        | 12        | 13        |
| --------------- | --------- | --------- | --------- | --------- | --------- | --------- | --------- | --------- | --------- | --------- | --------- | --------- | --------- |
| BossHoss        |           |           |           |           |           |           |           |           |           |           |           |           |           |
| Nena            |           |           |           |           |           |           |           |           |           |           |           |           |           |
| Rea             |           |           |           |           |           |           |           |           |           |           |           |           |           |
| Xavier          |           |           |           |           |           |           |           |           |           |           |           |           |           |
| Max             |           |           |           |           |           |           |           |           |           |           |           |           |           |
| Samu            |           |           |           |           |           |           |           |           |           |           |           |           |           |
| Stefanie        |           |           |           |           |           |           |           |           |           |           |           |           |           |
| Michi & Smudo   |           |           |           |           |           |           |           |           |           |           |           |           |           |
| Andreas         |           |           |           |           |           |           |           |           |           |           |           |           |           |
| Yvonne          |           |           |           |           |           |           |           |           |           |           |           |           |           |
| Mark            |           |           |           |           |           |           |           |           |           |           |           |           |           |
| Michael Patrick |           |           |           |           |           |           |           |           |           |           |           |           |           |
| Alice           |           |           |           |           |           |           |           |           |           |           |           |           |           |
| Sido            |           |           |           |           |           |           |           |           |           |           |           |           |           |
| Nico            |           |           |           |           |           |           |           |           | CS        |           |           |           |           |
| Michael         |           |           |           |           |           |           |           |           |           | CS        |           |           |           |
| Johannes        |           |           |           |           |           |           |           |           |           |           |           |           |           |
| Sarah           |           |           |           |           |           |           |           |           |           |           |           |           |           |
| Elif            |           |           |           |           |           |           |           |           |           |           | CS        |           |           |
| Peter           |           |           |           |           |           |           |           |           |           |           |           |           |           |
| Giovanni        |           |           |           |           |           |           |           |           |           |           |           |           |           |
| Bill & Tom      |           |           |           |           |           |           |           |           |           |           |           |           |           |
| Shirin          |           |           |           |           |           |           |           |           |           |           |           |           |           |
| Ronan           |           |           |           |           |           |           |           |           |           |           |           |           |           |

Galería de entrenadores
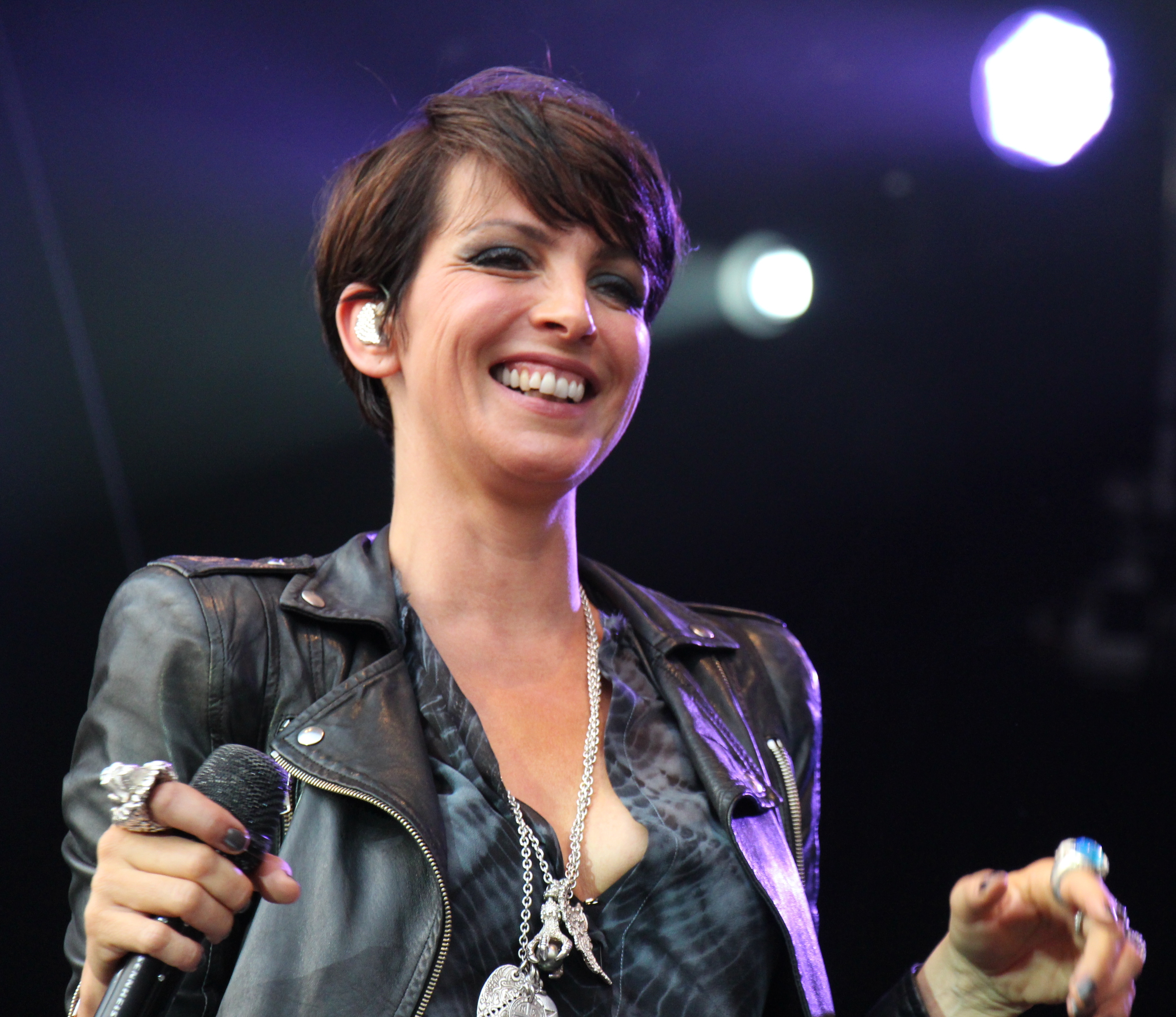
Nena (2011–2013)
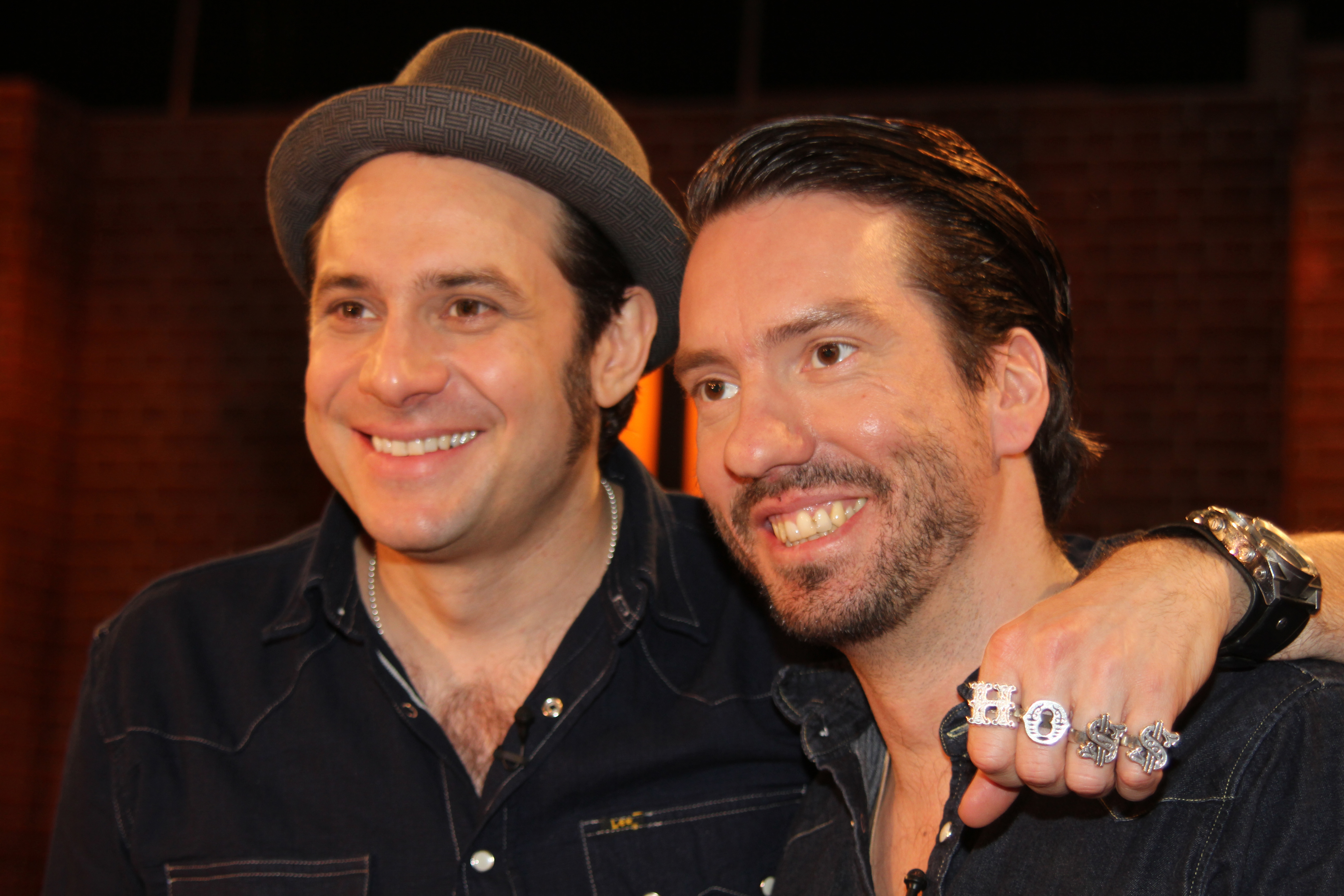
The BossHoss (duo, 2011–2013)
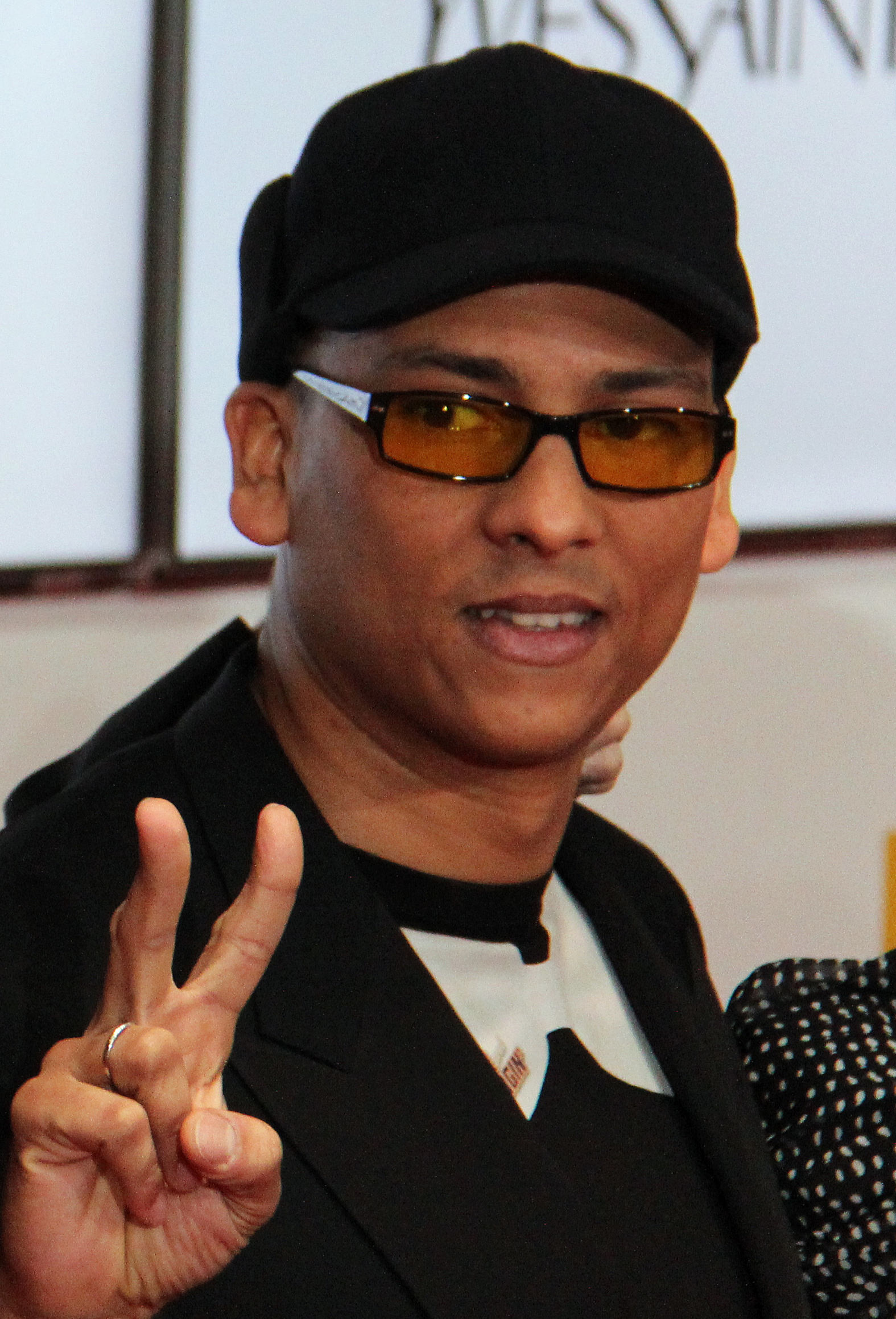
Xavier Naidoo (2011–2012)
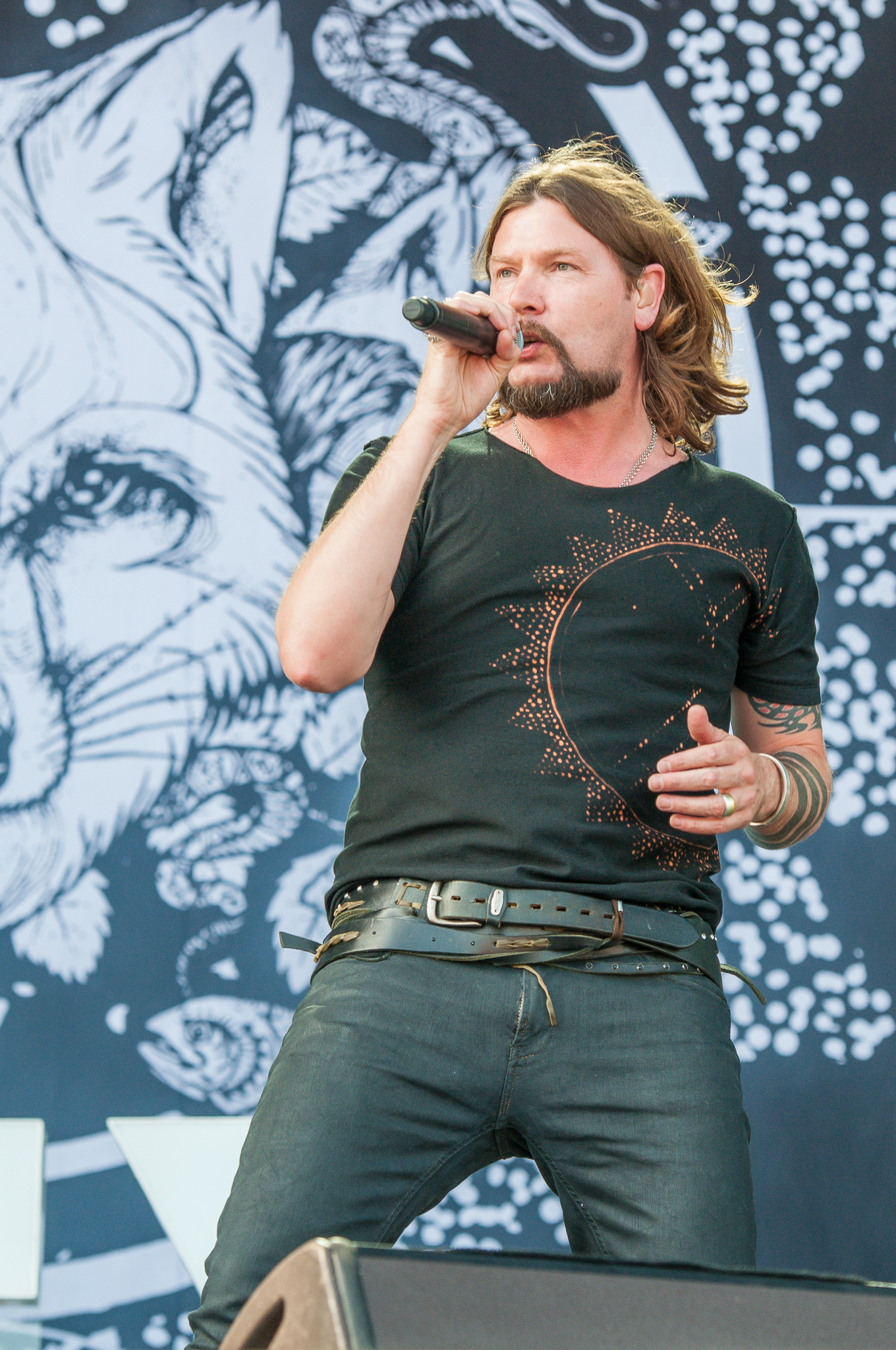
Rea Garvey (solo, 2011–2012, 2014–2015, 2019, 2022; duo, 2020)
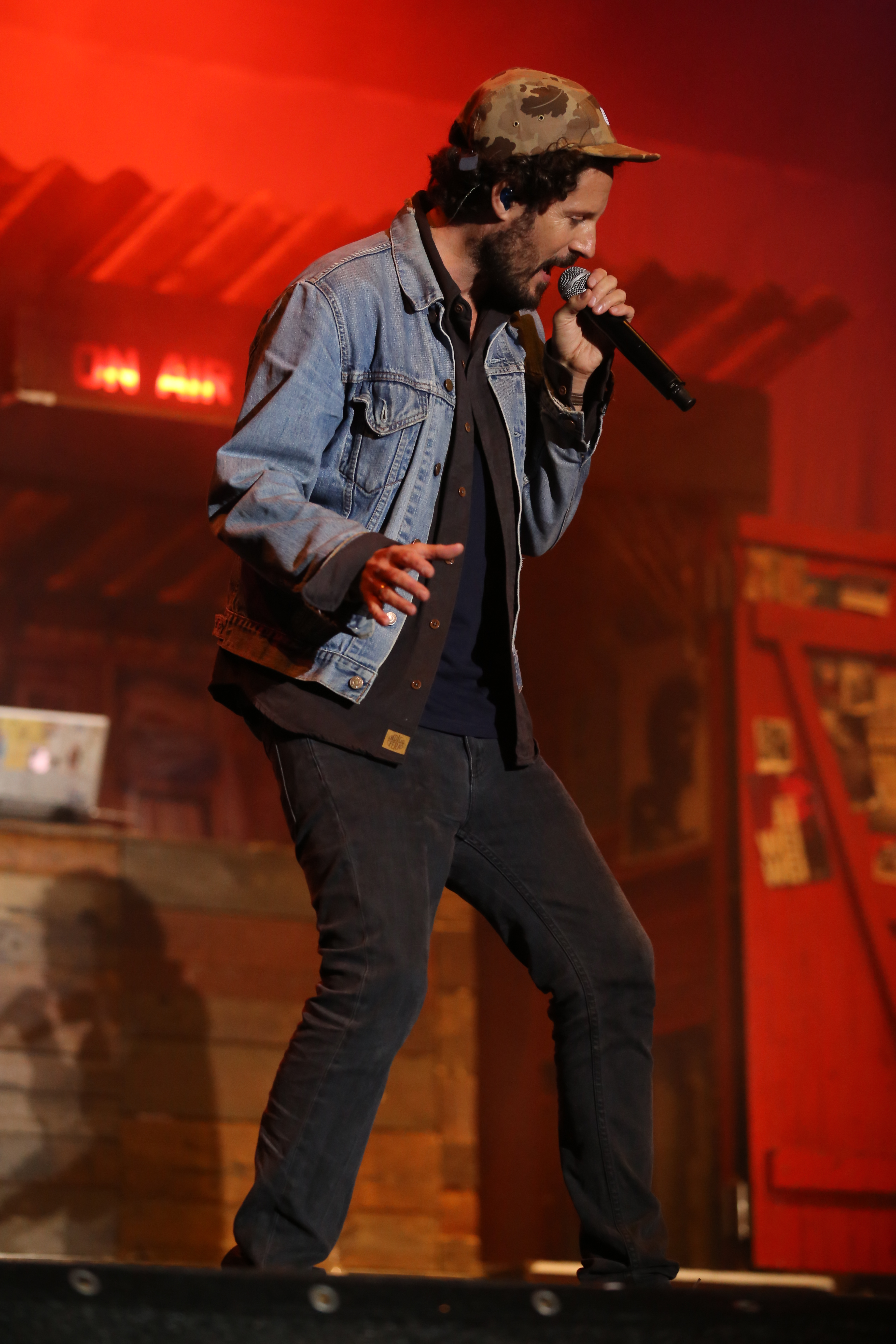
Max Herre (2013)
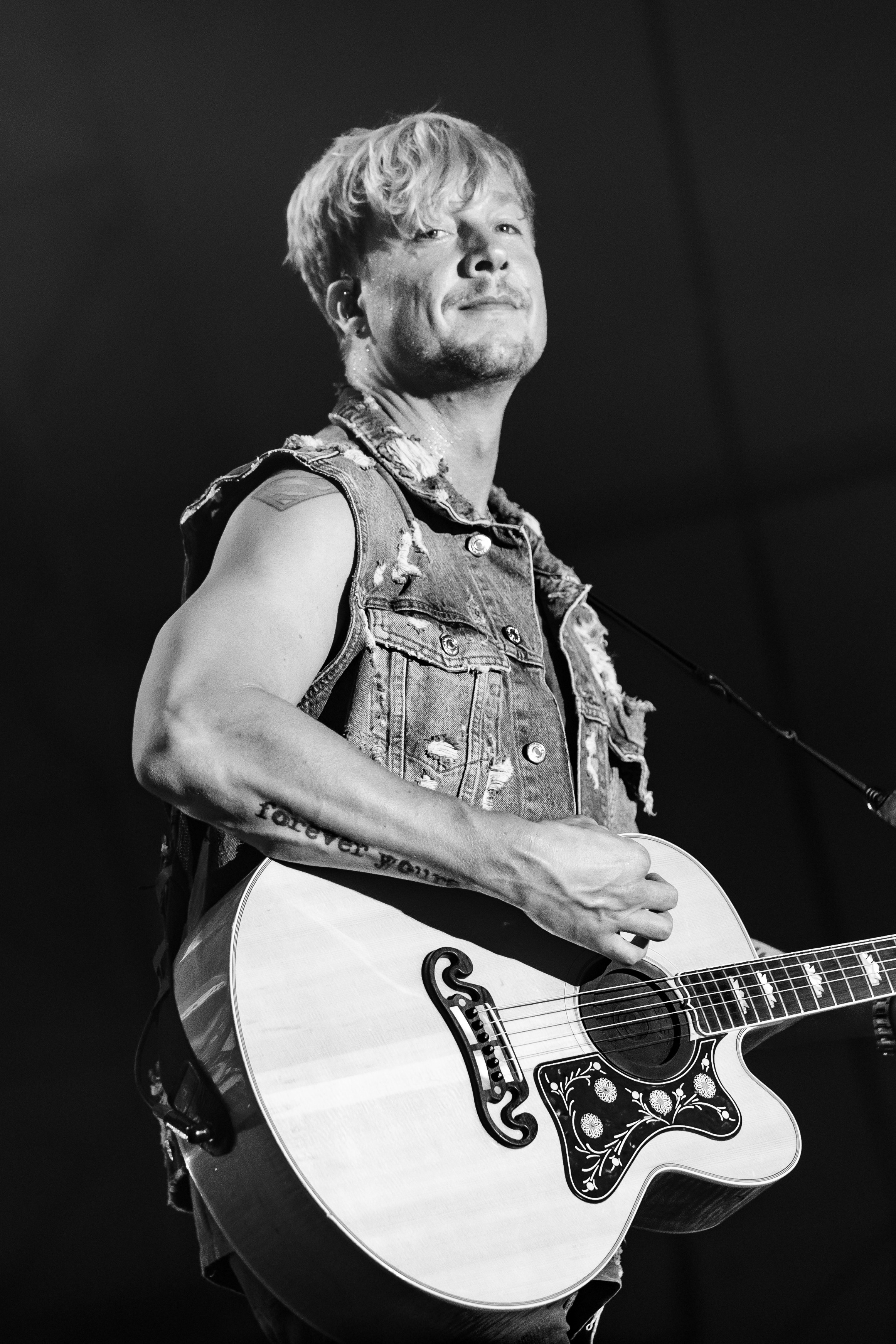
Samu Haber (solo, 2013–2014, 2016–2017; duo, 2020)
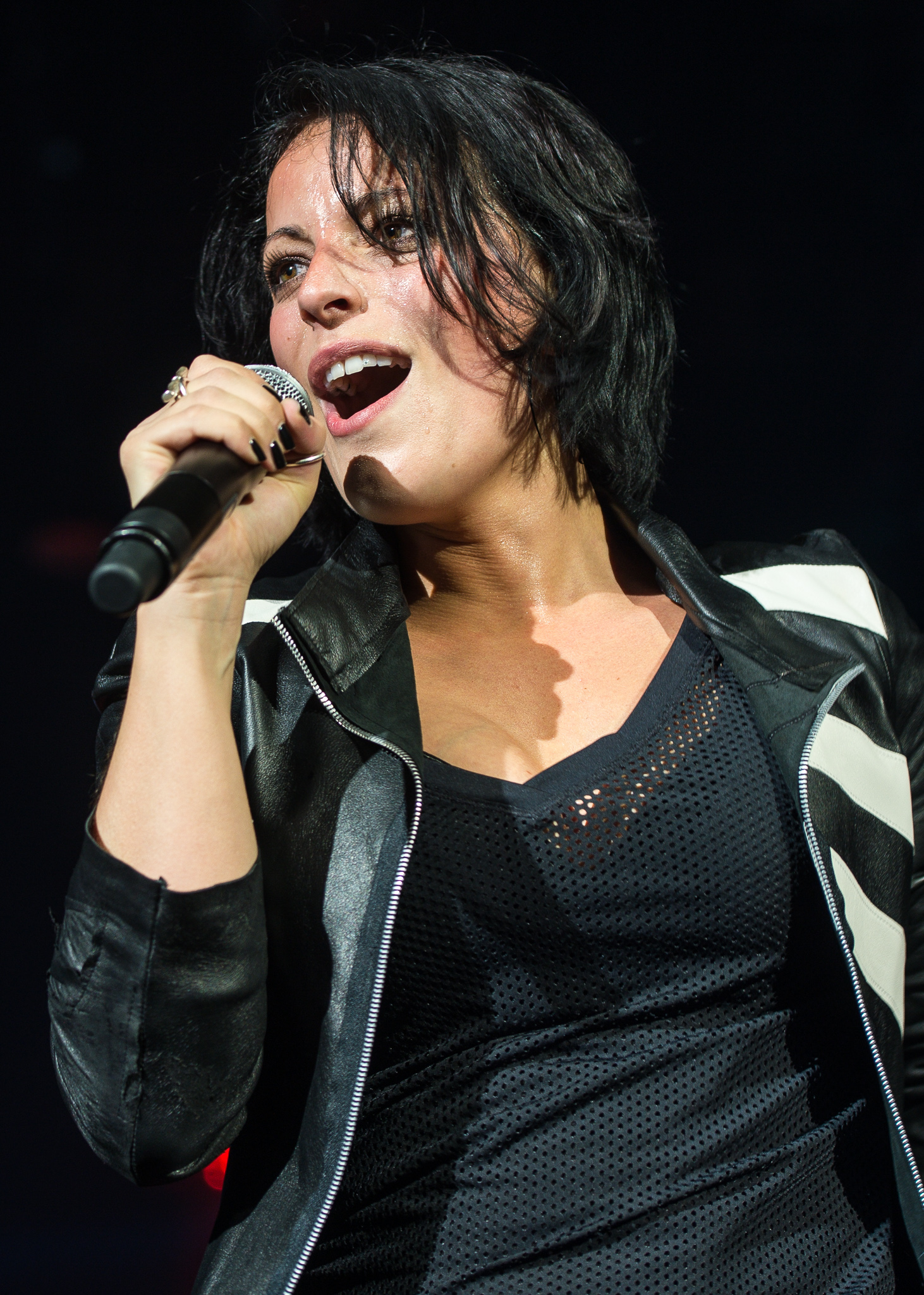
Stefanie Kloss (solo, 2014–2015, 2022; duo, 2020)
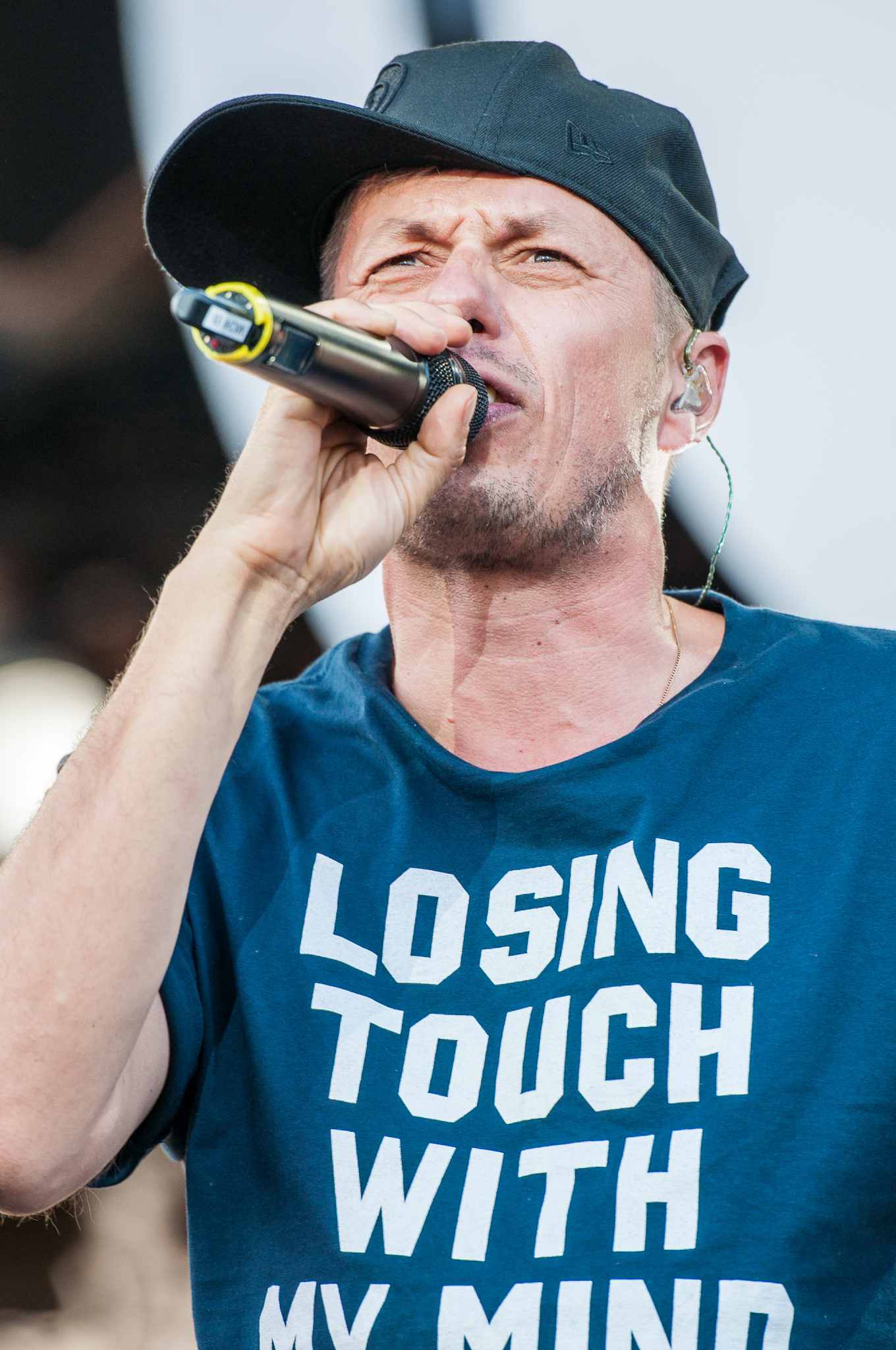
Michi Beck (duo, 2014–2018)
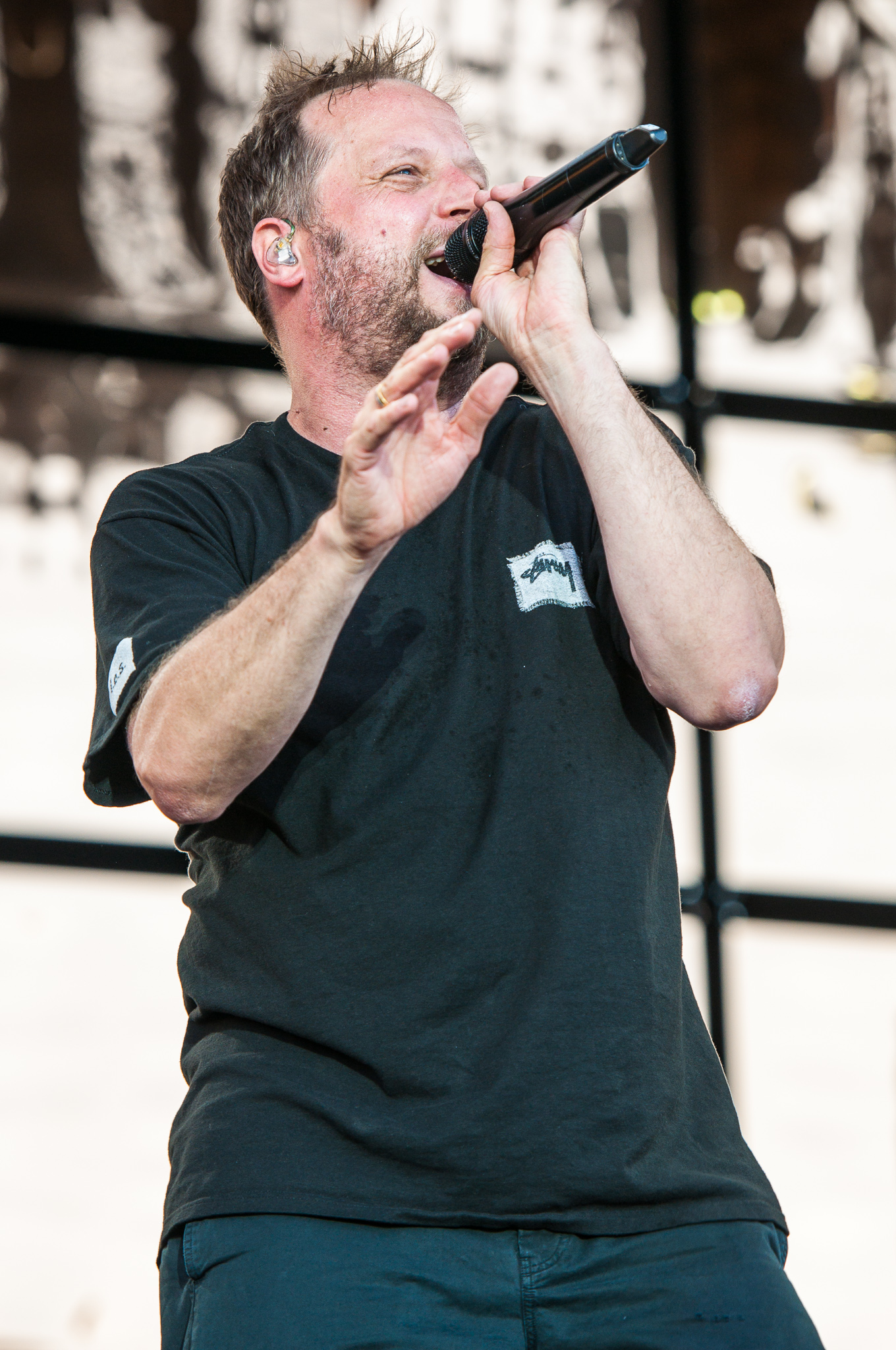
Smudo (duo, 2014–2018)
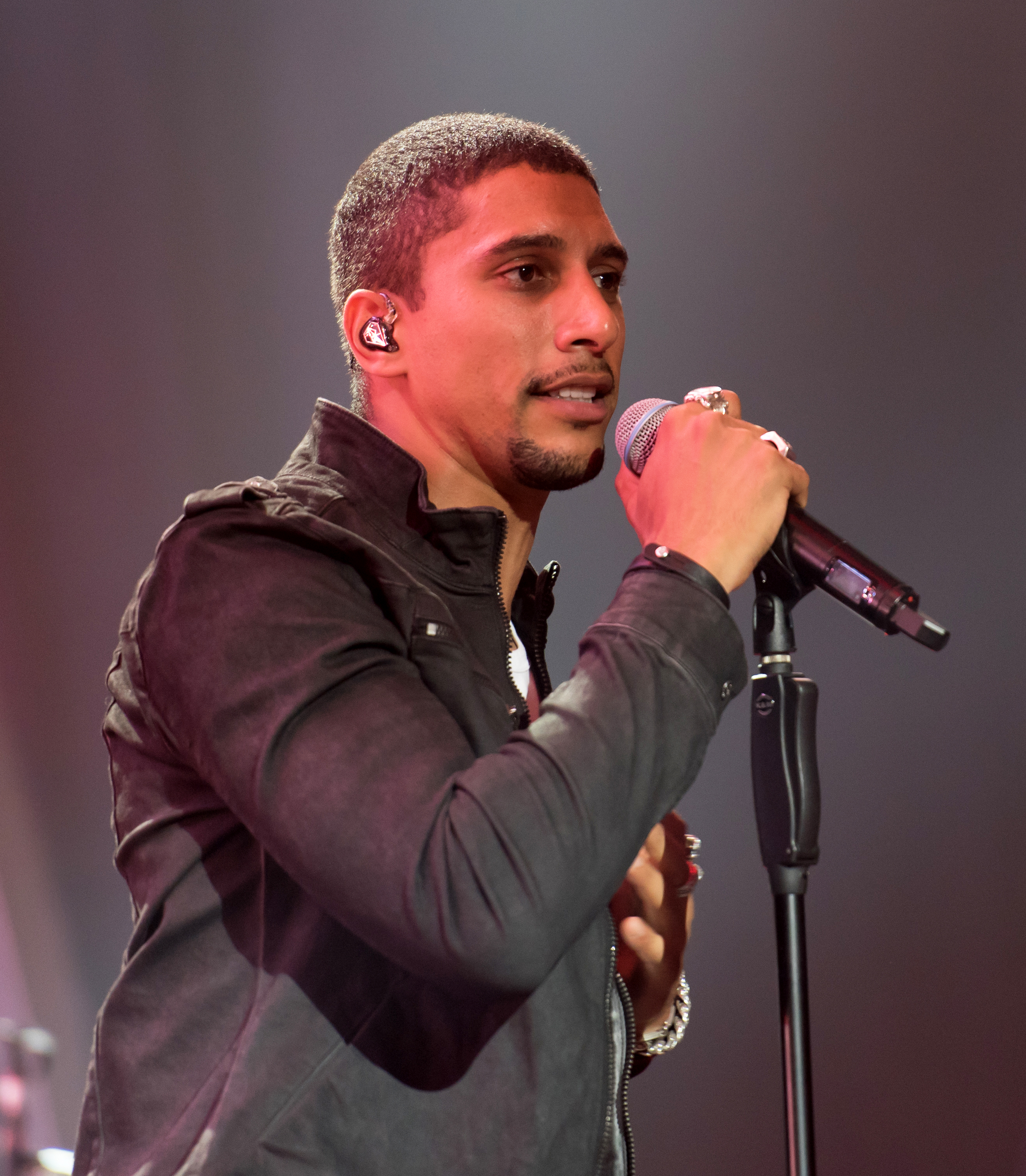
Andreas Bourani (2015–2016)
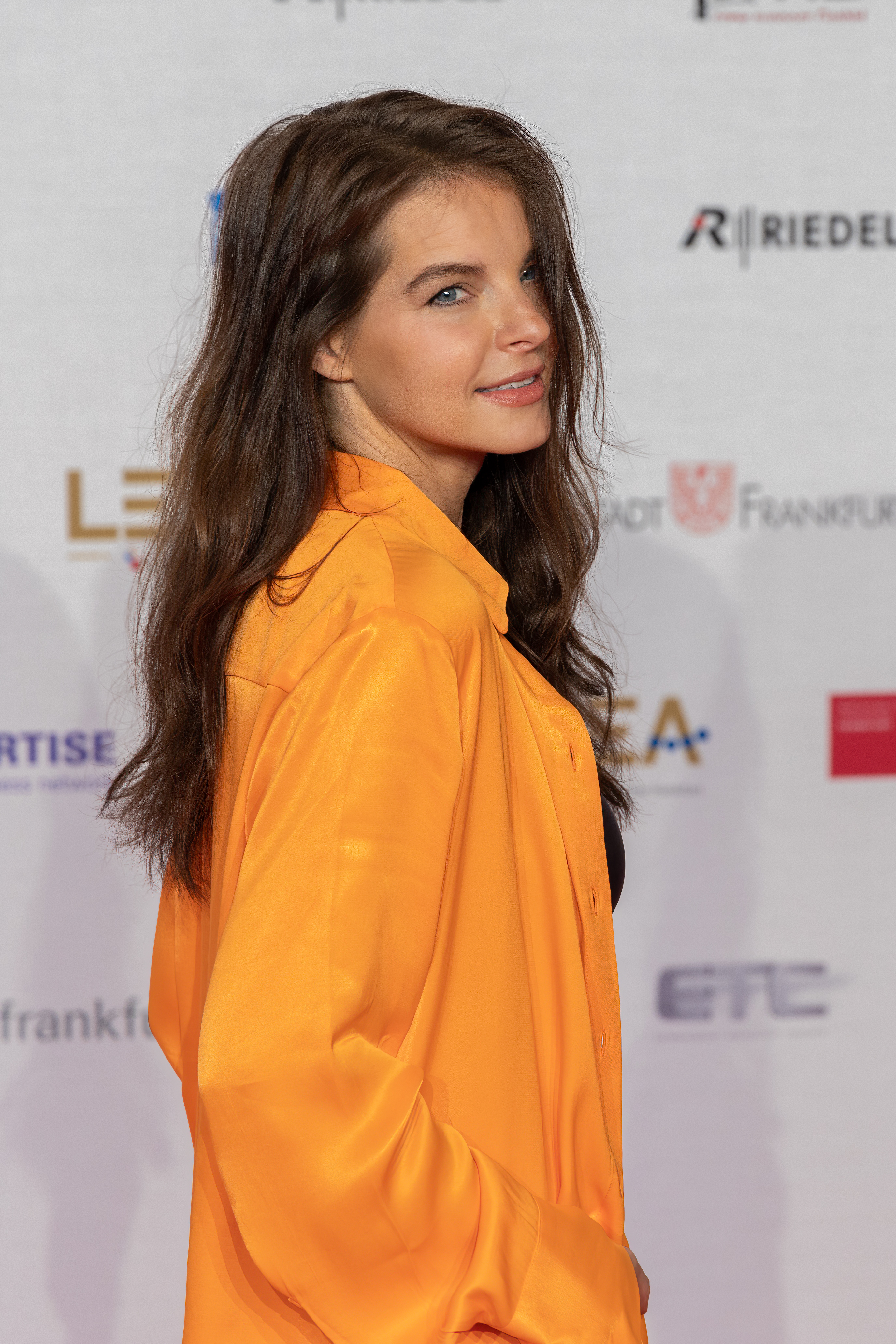
Yvonne Catterfeld (solo, 2016–2018; duo, 2020)
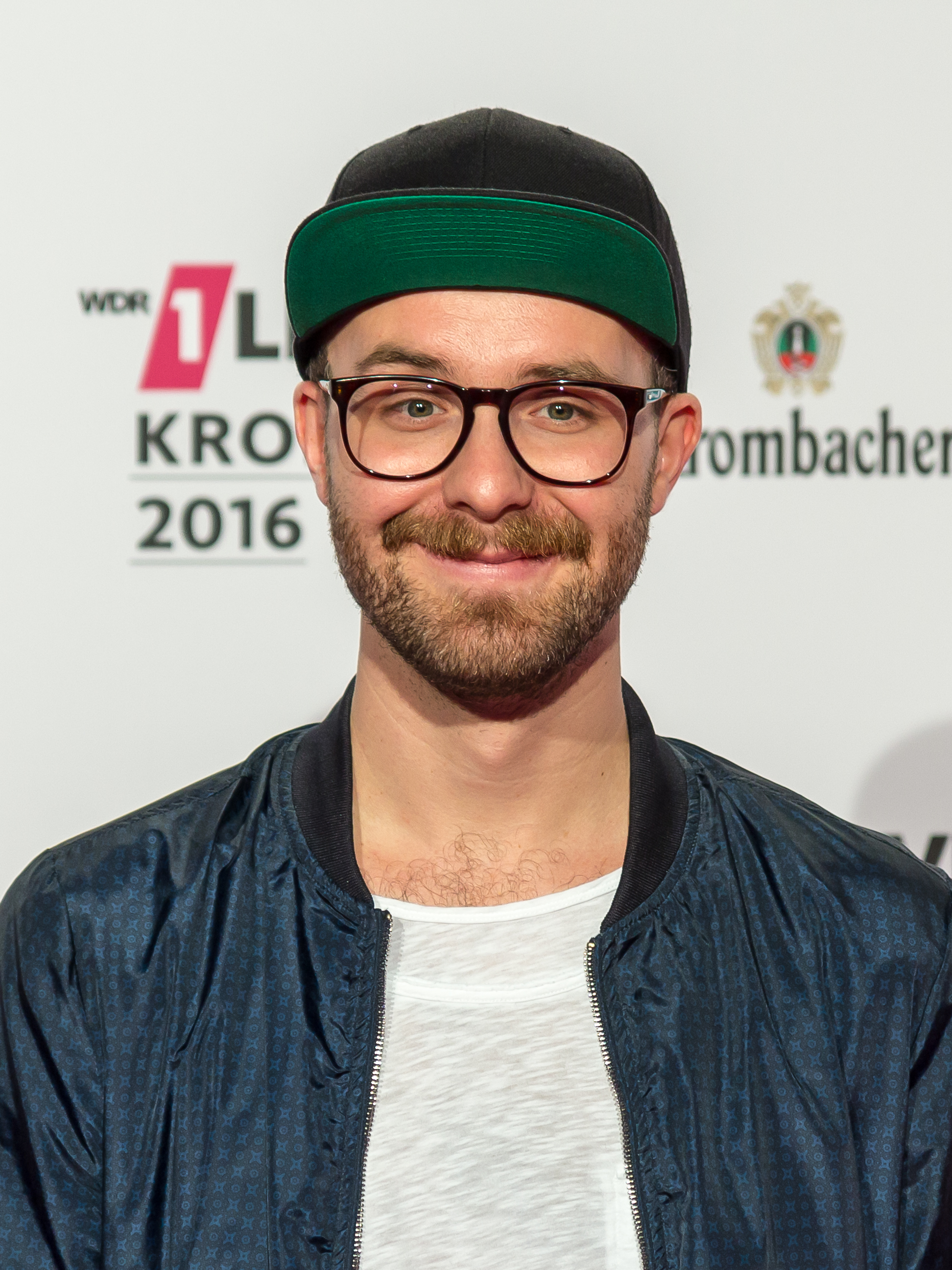
Mark Forster (2017–2022)
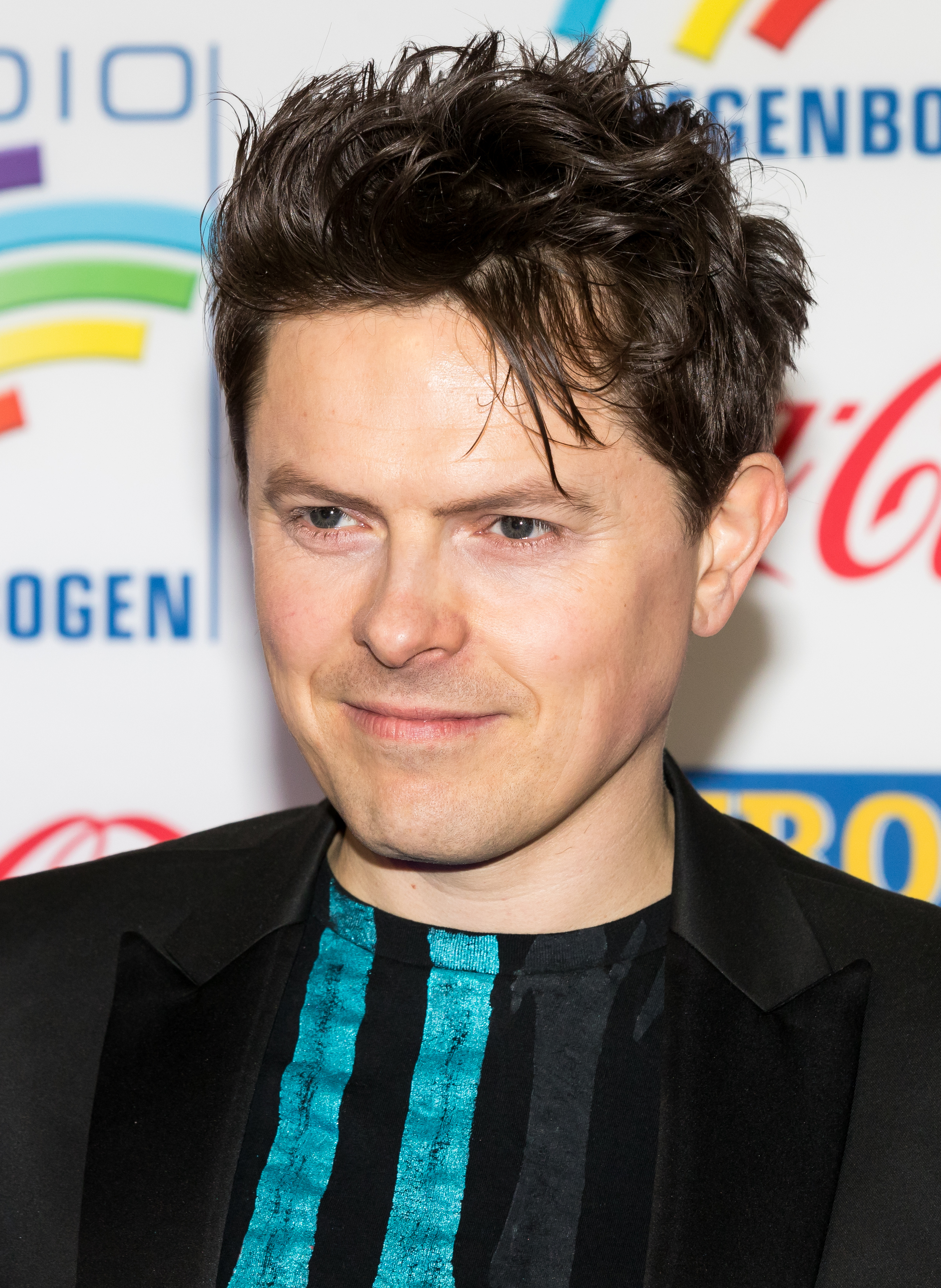
Michael Patrick Kelly (2018)
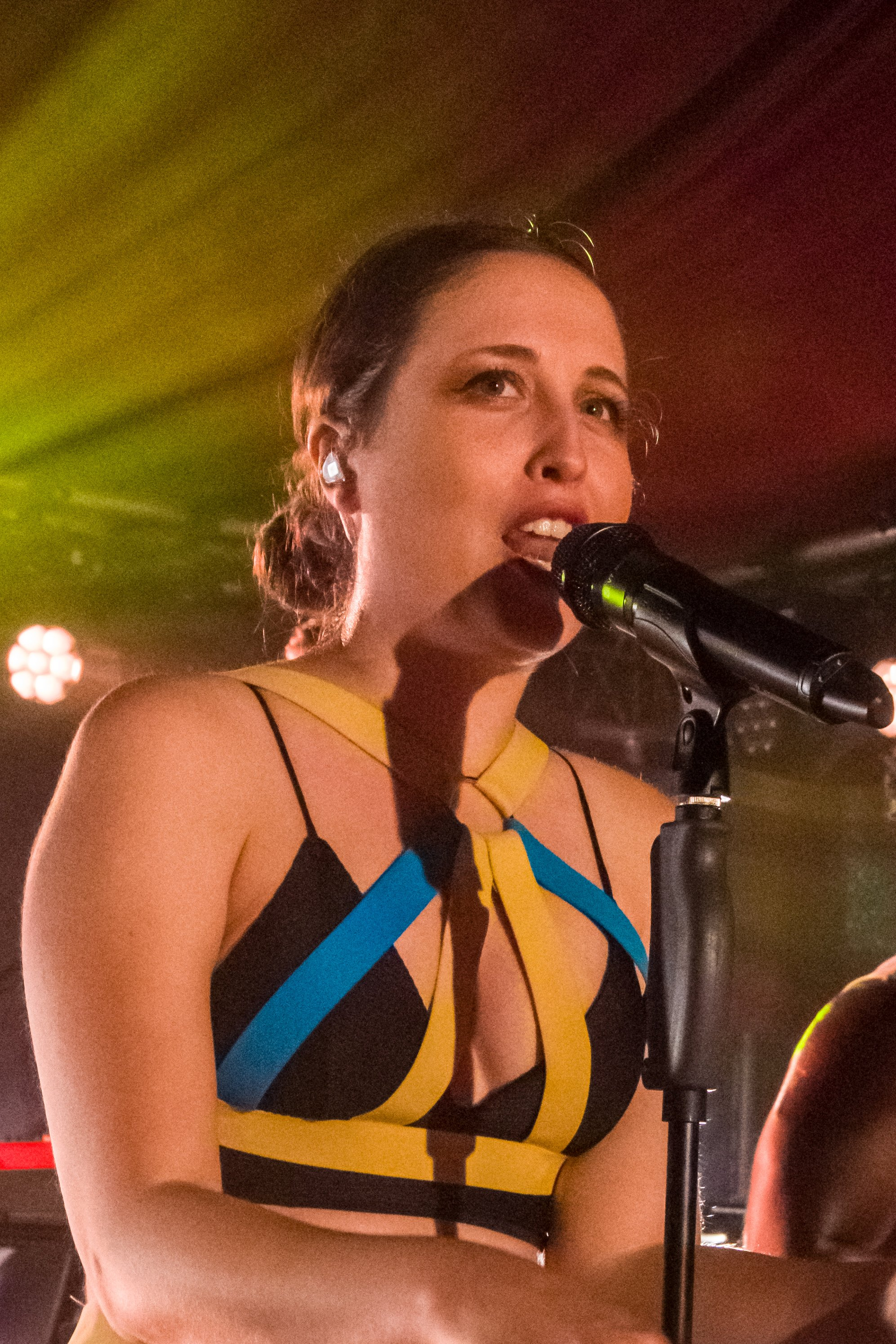
Alice Merton (2019)
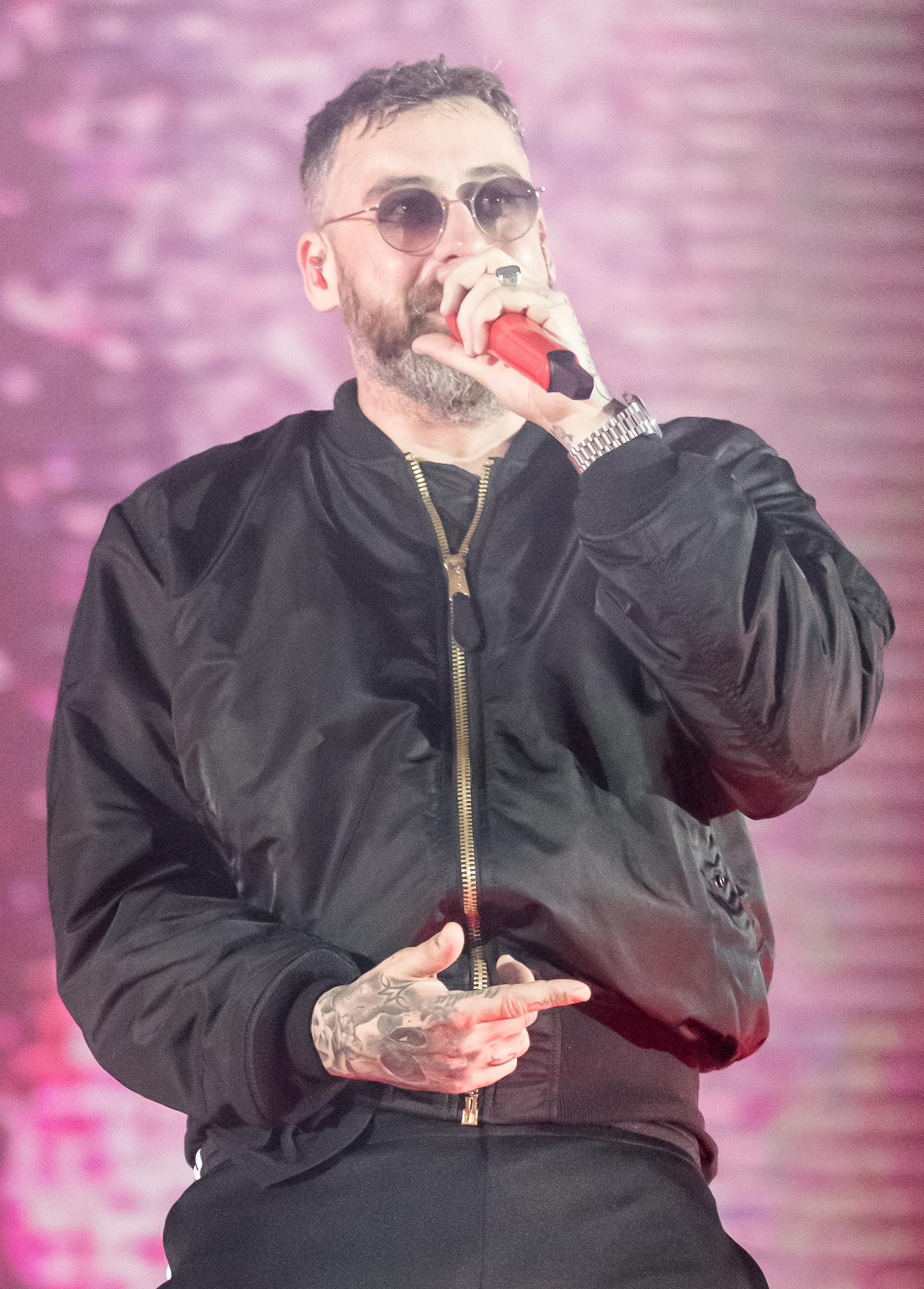
Sido (2019)
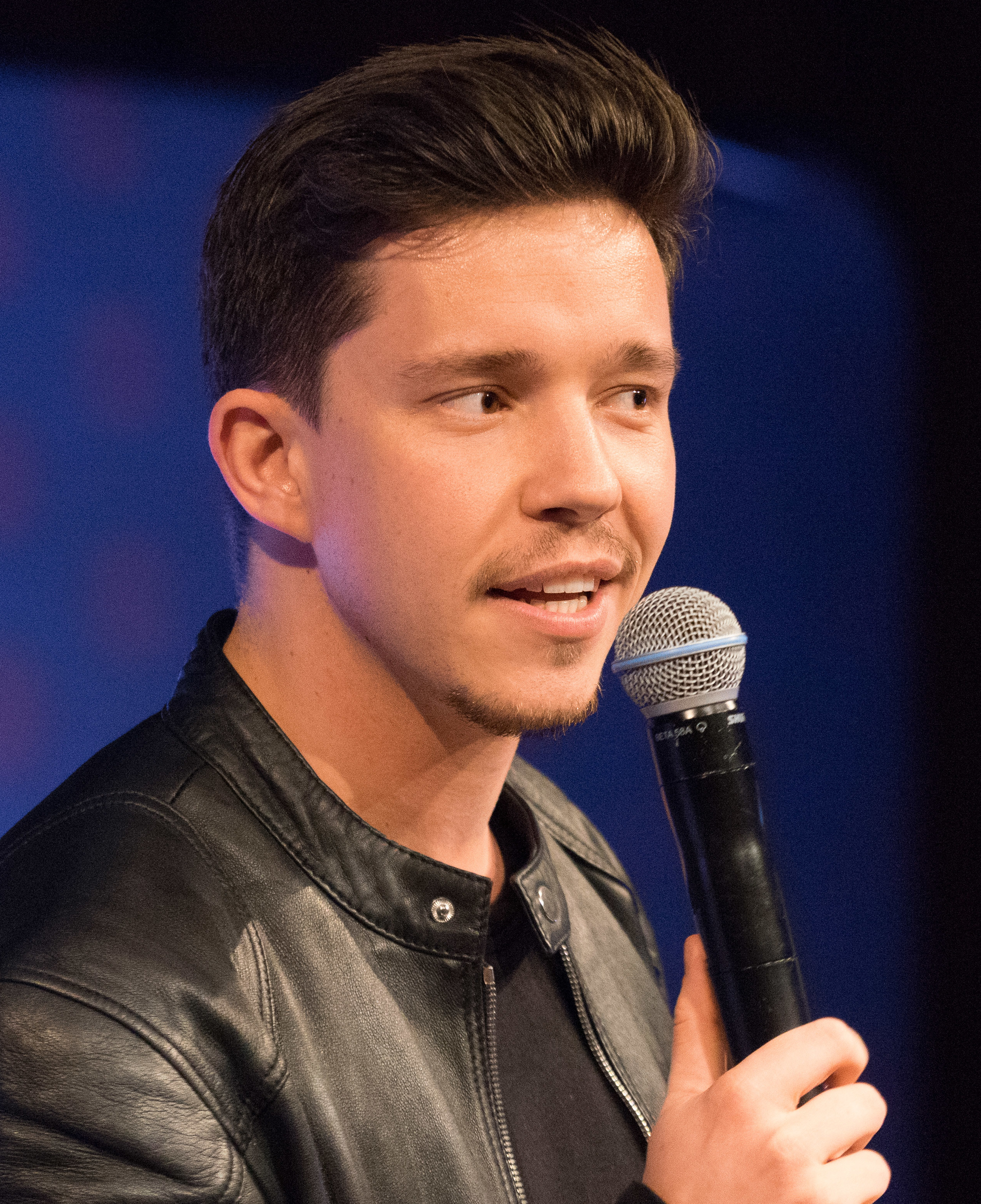
Nico Santos (Comeback Stage, 2019; 2020–2021)
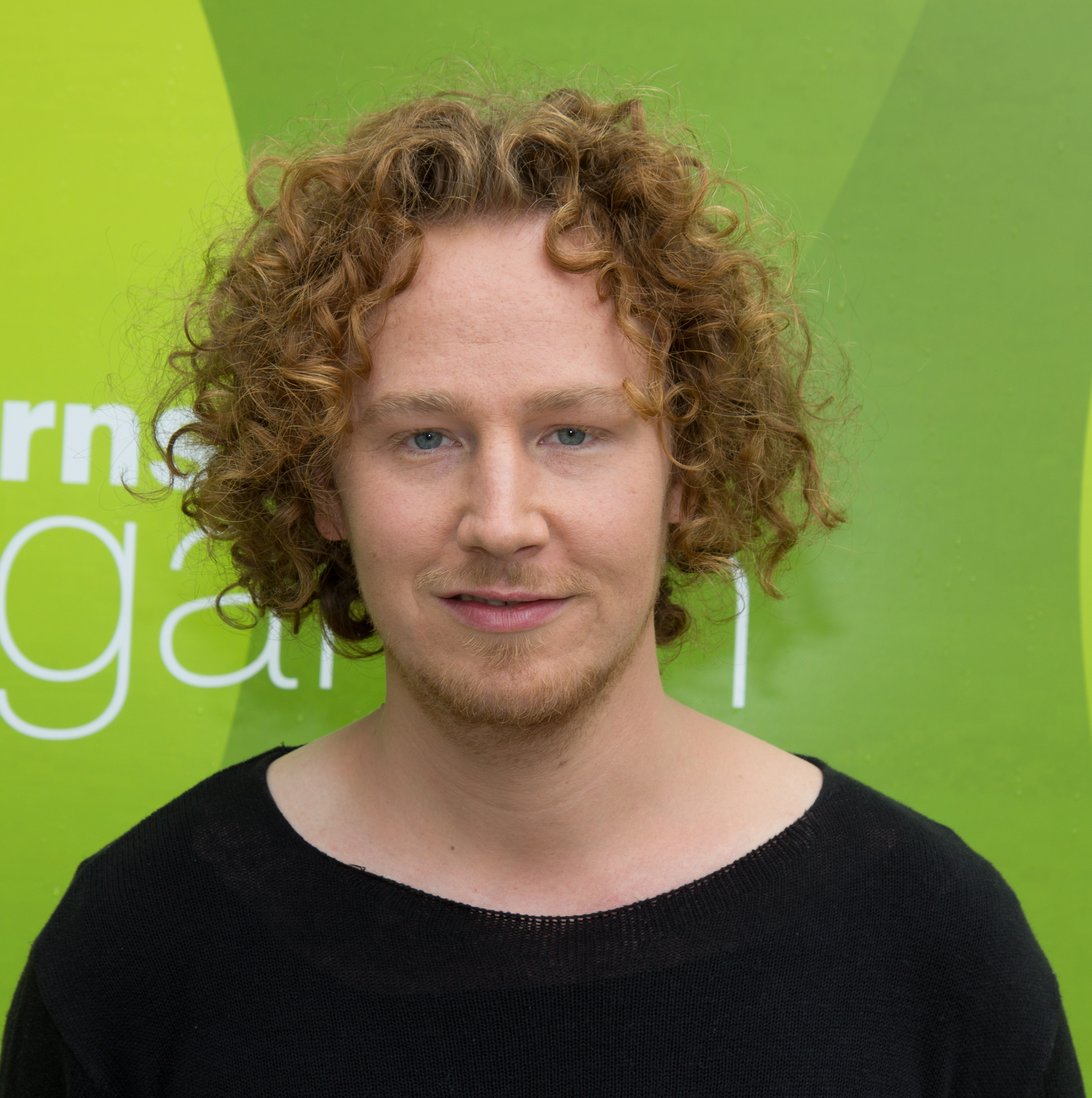
Michael Schulte (Comeback Stage, 2020)
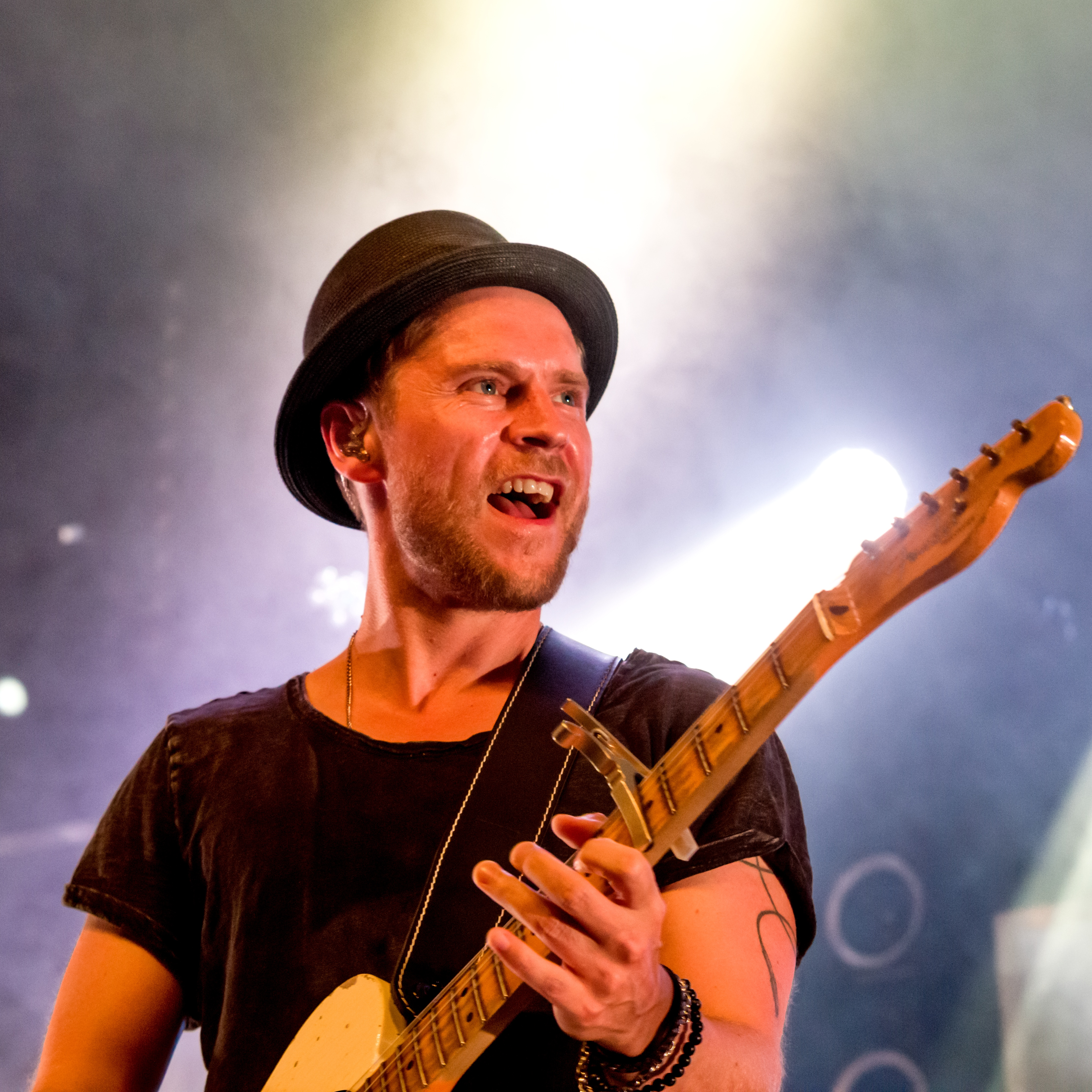
Johannes Oerding (2021)
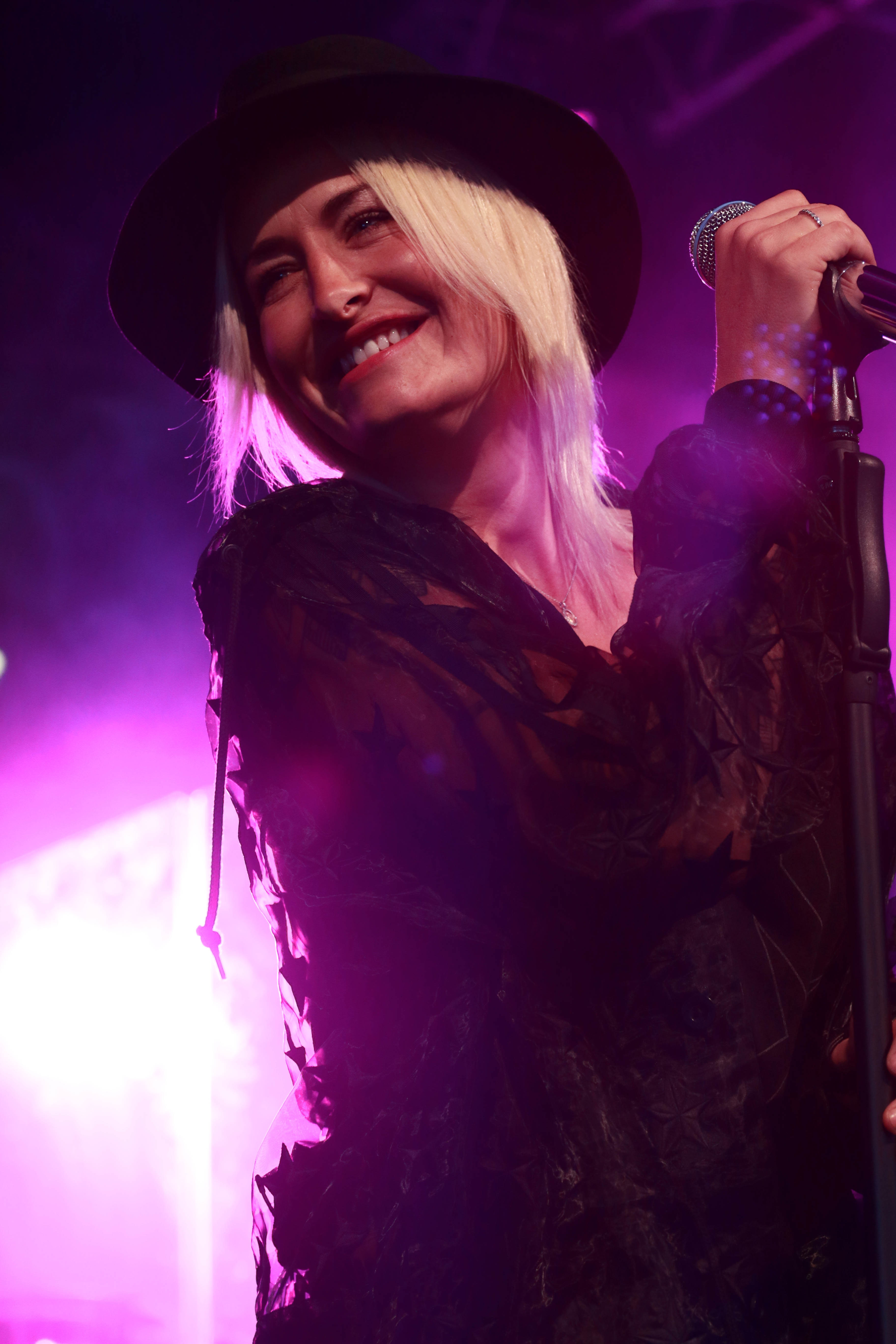
Sarah Connor (2021)
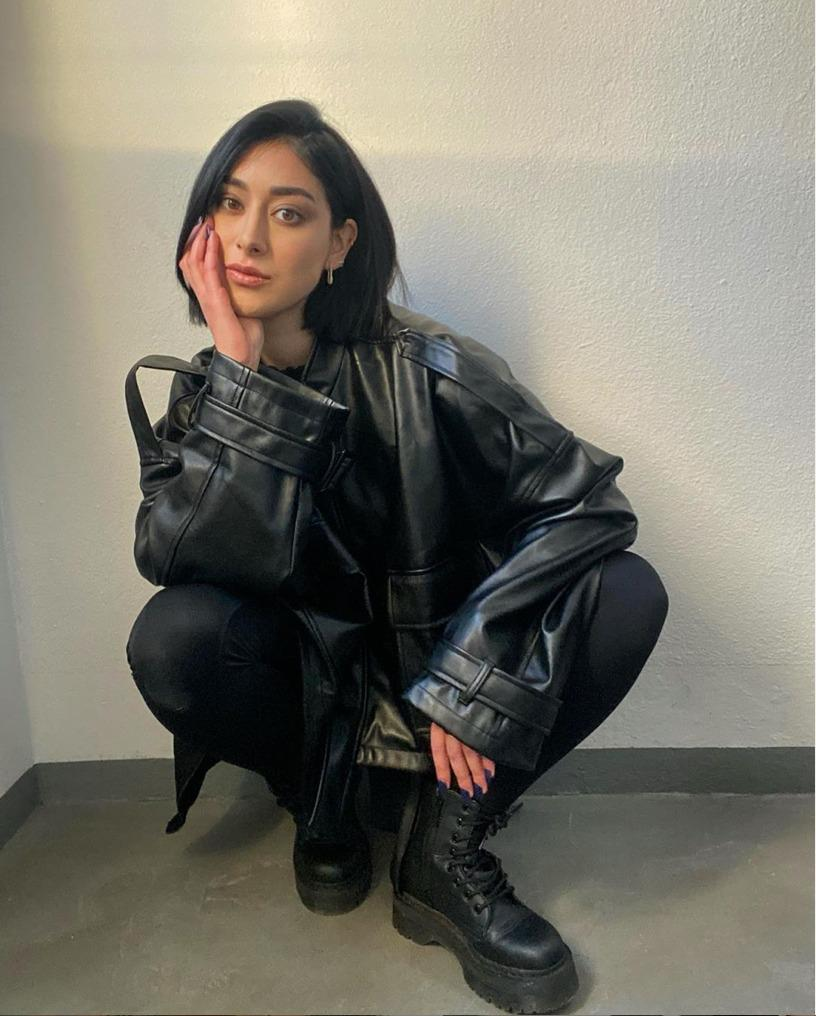
Elif (Comeback Stage, 2021)
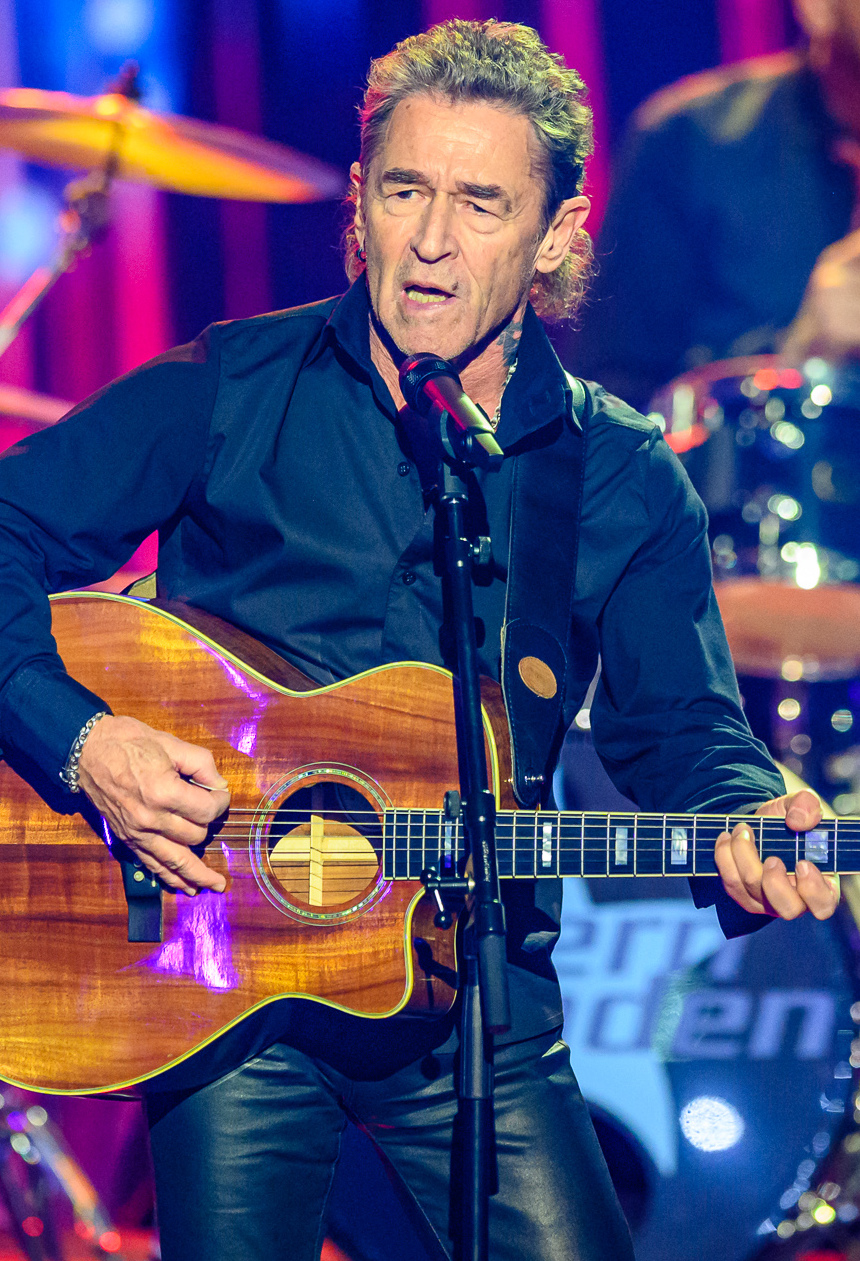
Peter Maffay (2022)
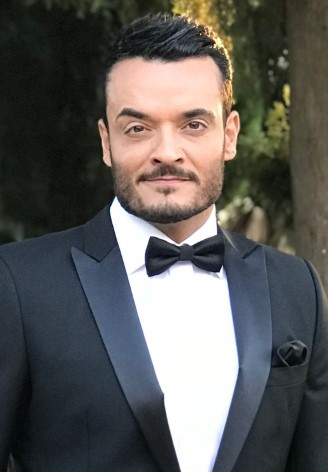
Giovanni Zarrella (2023–)
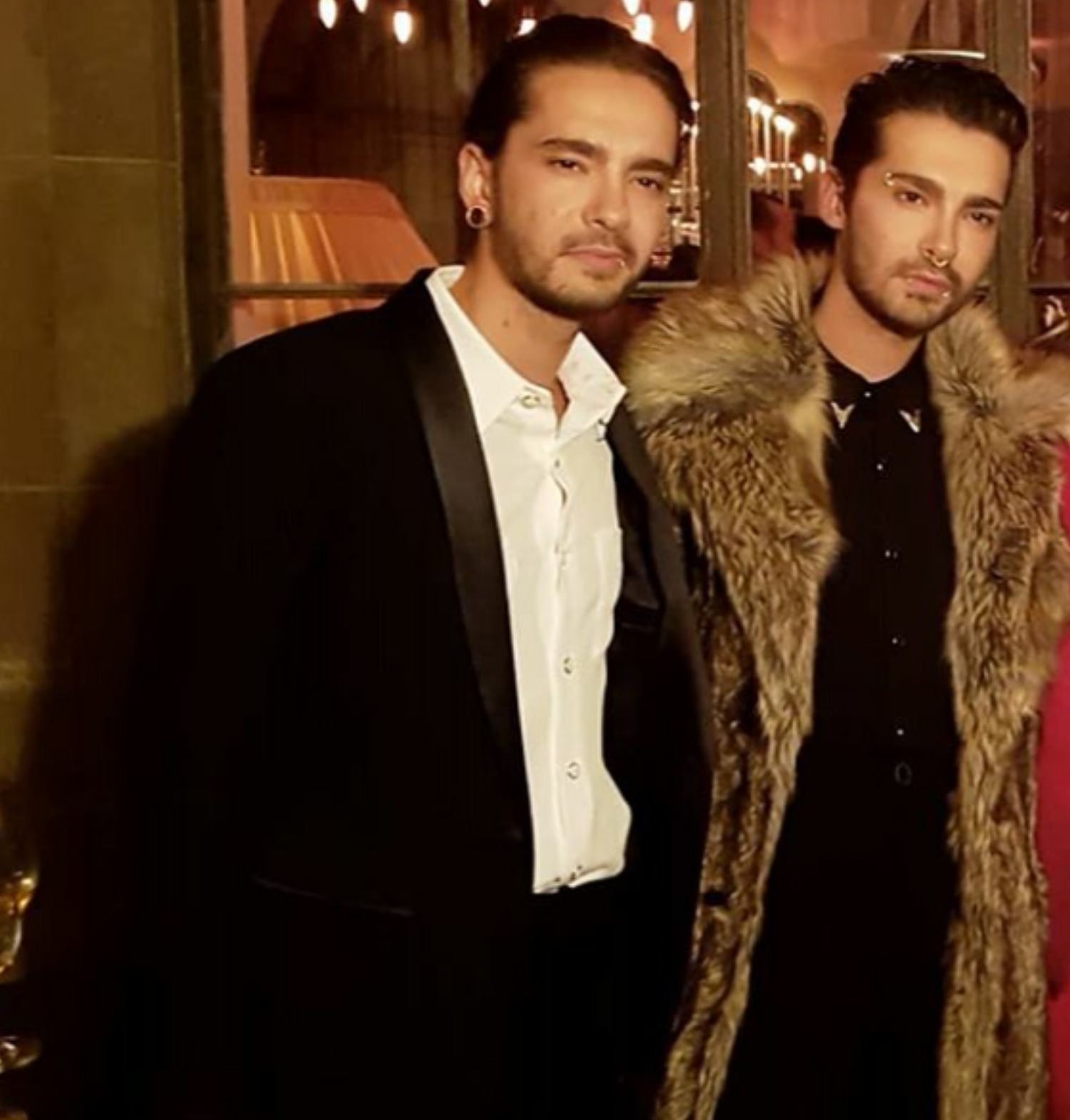
Bill & Tom Kaulitz (duo, 2023–)
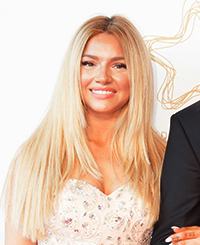
Shirin David (2023–)
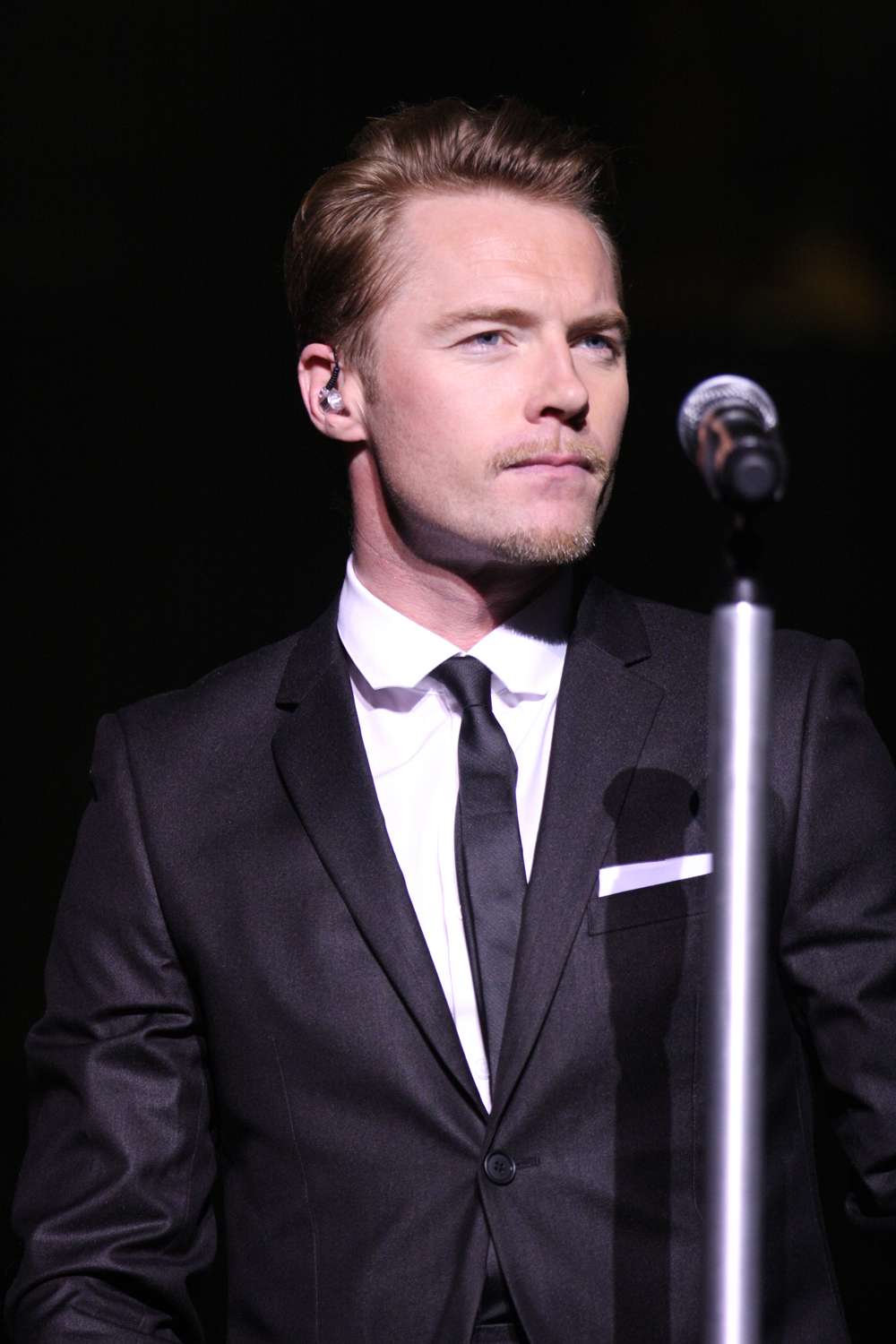
Ronan Keating (2023–)

### Alineación de entrenadores
| Temporada | año  | Coaches         | Coaches         | Coaches     | Coaches  | Entrenador en línea |
| Temporada | año  | 1               | 2               | 3           | 4        | Entrenador en línea |
| --------- | ---- | --------------- | --------------- | ----------- | -------- | ------------------- |
| 1         | 2011 | Rea             | Nena            | BossHoss    | Xavier   | N/A                 |
| 2         | 2012 | Rea             | Nena            | BossHoss    | Xavier   | N/A                 |
| 3         | 2013 | Samu            | Nena            | BossHoss    | Max      | N/A                 |
| 4         | 2014 | Rea             | Michi Smudo     | Stefanie    | Samu     | N/A                 |
| 5         | 2015 | Rea             | Stefanie        | Michi Smudo | Andreas  | N/A                 |
| 6         | 2016 | Samu            | Yvonne          | Michi Smudo | Andreas  | N/A                 |
| 7         | 2017 | Mark            | Michi Smudo     | Yvonne      | Samu     | N/A                 |
| 8         | 2018 | Michael Patrick | Michi Smudo     | Yvonne      | Mark     | N/A                 |
| 9         | 2019 | Mark            | Alice           | Sido        | Rea      | Nico                |
| 10        | 2020 | Mark            | Yvonne Stefanie | Nico        | Samu Rea | Michael             |
| 11        | 2021 | Mark            | Nico            | Sarah       | Johannes | Elif                |
| 12        | 2022 | Rea             | Stefanie        | Peter       | Mark     | N/A                 |
| 13        | 2023 | Giovanni        | Bill & Tom      | Shirin      | Ronan    | N/A                 |

### Presentadores
Stefan Gödde fue anunciado como presentador del programa en julio de 2011. Desde la segunda temporada, el actor Thore Schölermann presenta el programa. Desde la quinta temporada hasta la undécima, Schölermann y la modelo Lena Gercke presentaron juntos el programa. Desde la temporada 12, Schölermann y Melissa Khalaj presentarán juntos el programa.
Desde la primera temporada hasta la cuarta, Doris Golpashin fue la corresponsal de redes sociales del programa durante los shows en vivo.
En la décima temporada, la presentadora de televisión Annemarie Carpendale presentó el programa, sólo para las audiciones a ciegas, rondas de batalla y cantaciones, reemplazando a Gercke, quien estaba embarazada. Gercke regresó a los shows en vivo. En la undécima temporada, Schölermann no pudo estar en la semifinal ni en la final porque su esposa Jana Schölermann estaba embarazada. Melissa Khalaj lo representó en la semifinal y Steven Gätjen en la final.
| Presentador | Temporada | Temporada | Temporada | Temporada | Temporada | Temporada | Temporada | Temporada | Temporada | Temporada | Temporada | Temporada | Temporada |
| Presentador | 1         | 2         | 3         | 4         | 5         | 6         | 7         | 8         | 9         | 10        | 11        | 12        | 13        |
| ----------- | --------- | --------- | --------- | --------- | --------- | --------- | --------- | --------- | --------- | --------- | --------- | --------- | --------- |
| Stefan      |           |           |           |           |           |           |           |           |           |           |           |           |           |
| Doris       |           |           |           |           |           |           |           |           |           |           |           |           |           |
| Thore       |           |           |           |           |           |           |           |           |           |           |           |           |           |
| Lena        |           |           |           |           |           |           |           |           |           |           |           |           |           |
| Annemarie   |           |           |           |           |           |           |           |           |           |           |           |           |           |
| Melissa     |           |           |           |           |           |           |           |           |           |           |           |           |           |
| Steven      |           |           |           |           |           |           |           |           |           |           |           |           |           |

Presentadores gallery
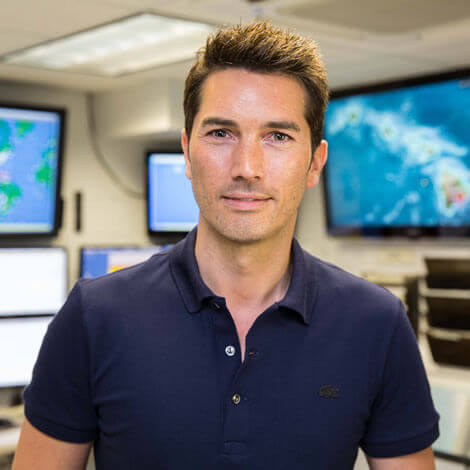
Stefan Gödde (2011)
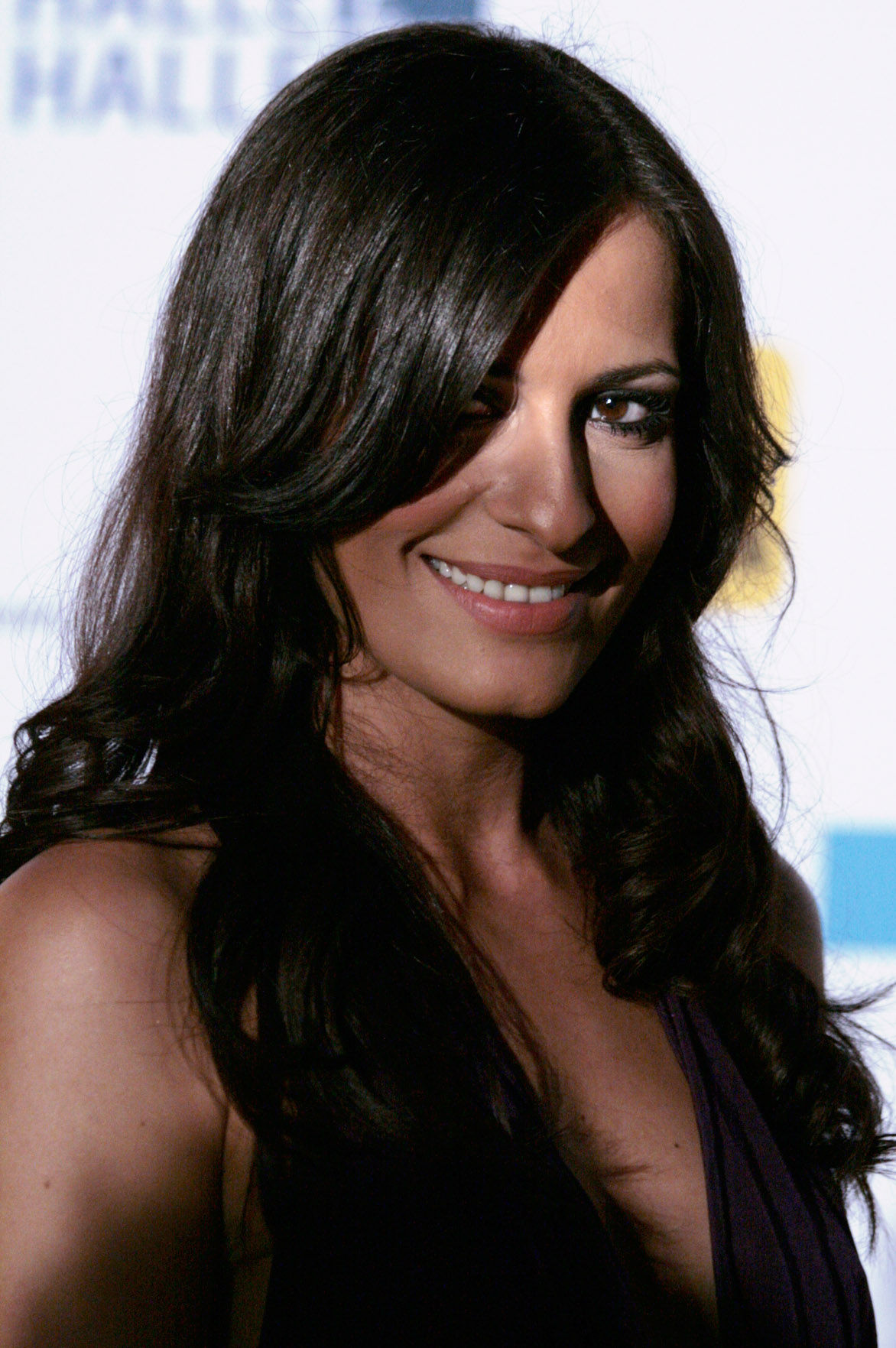
Doris Golpashin (Backstage, 2011–2014)
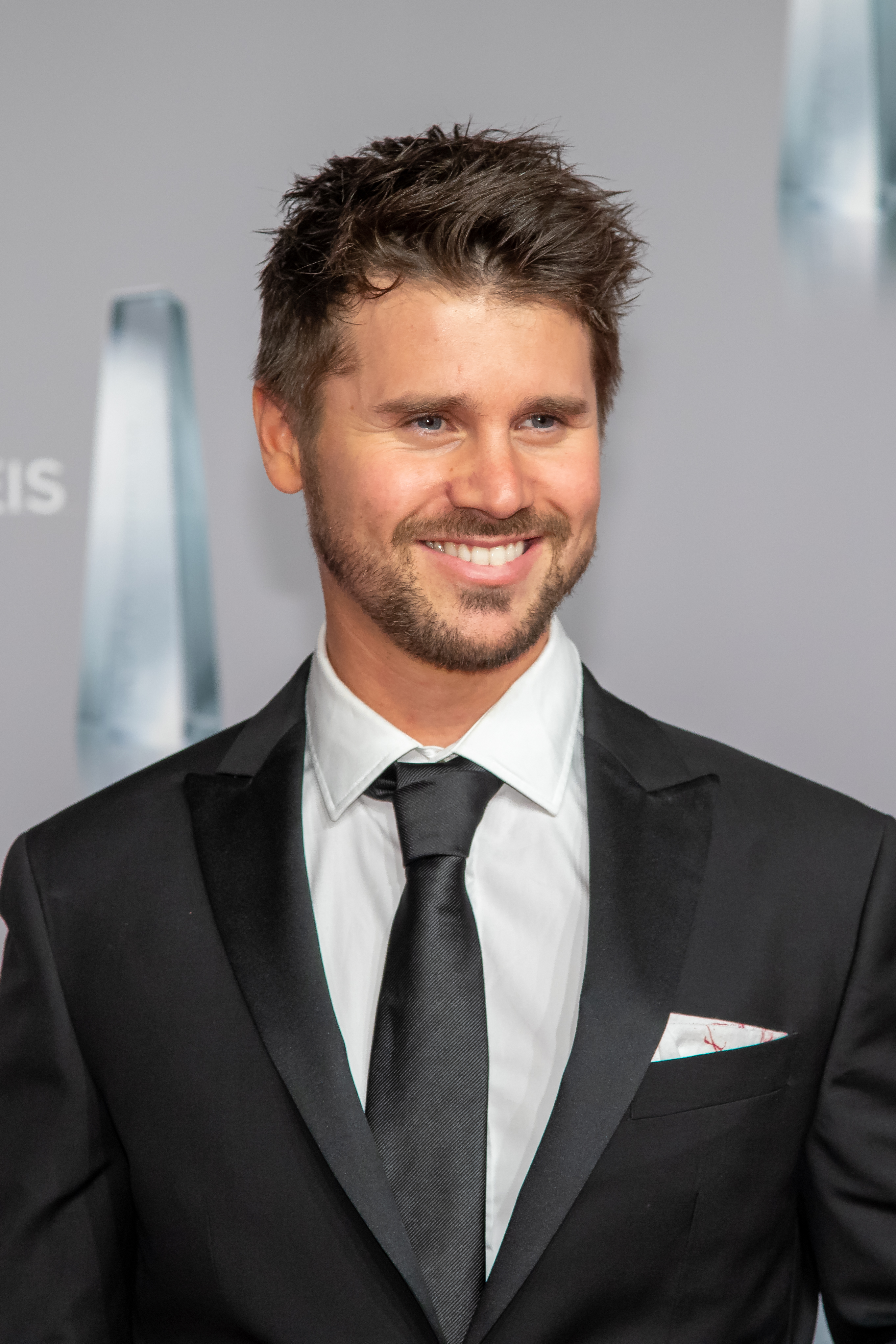
Thore Schölermann (2012–)
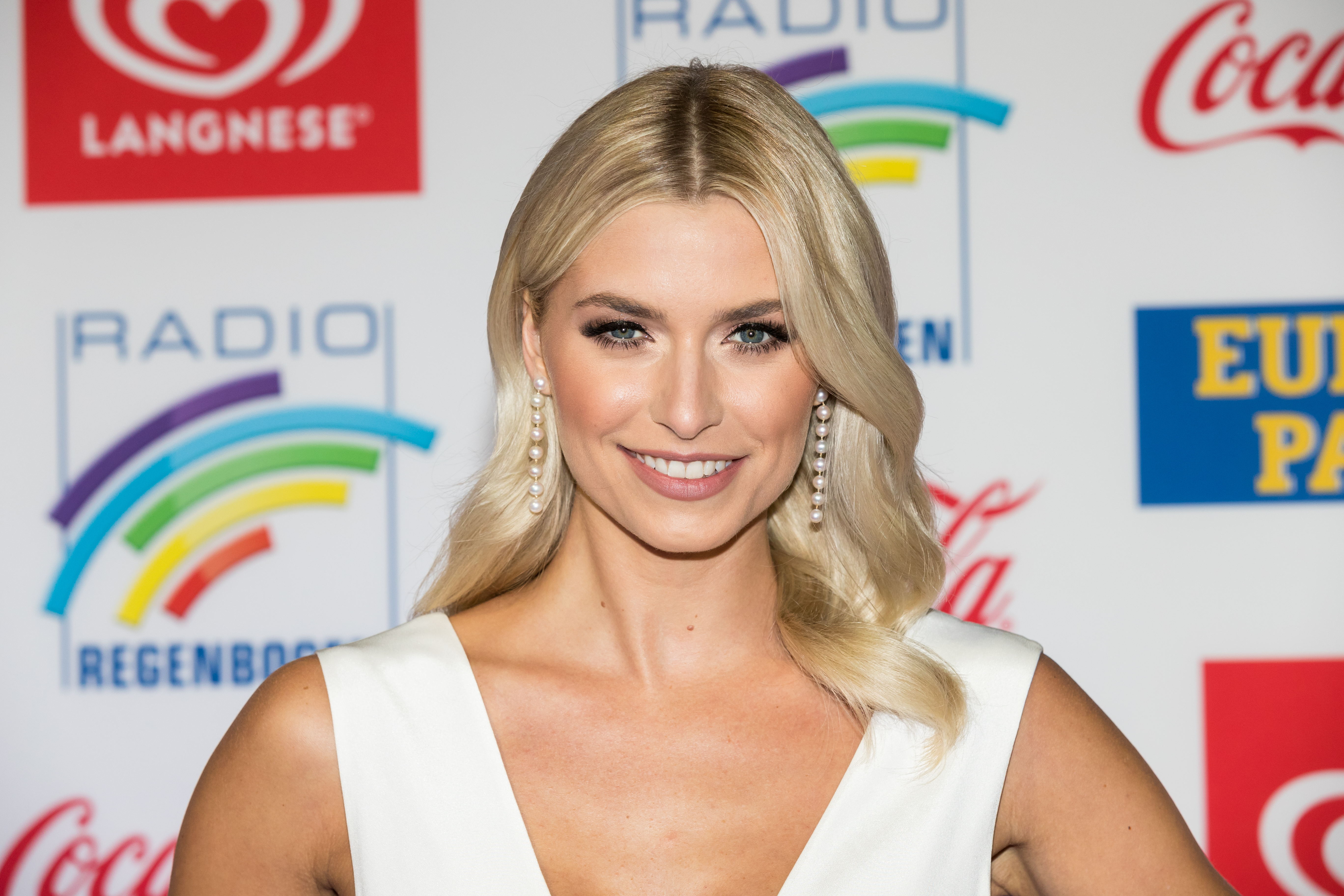
Lena Gercke (2015–2021)
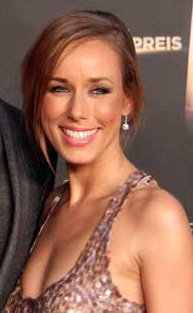
Annemarie Carpendale (2020)
Melissa Khalaj (2021–)
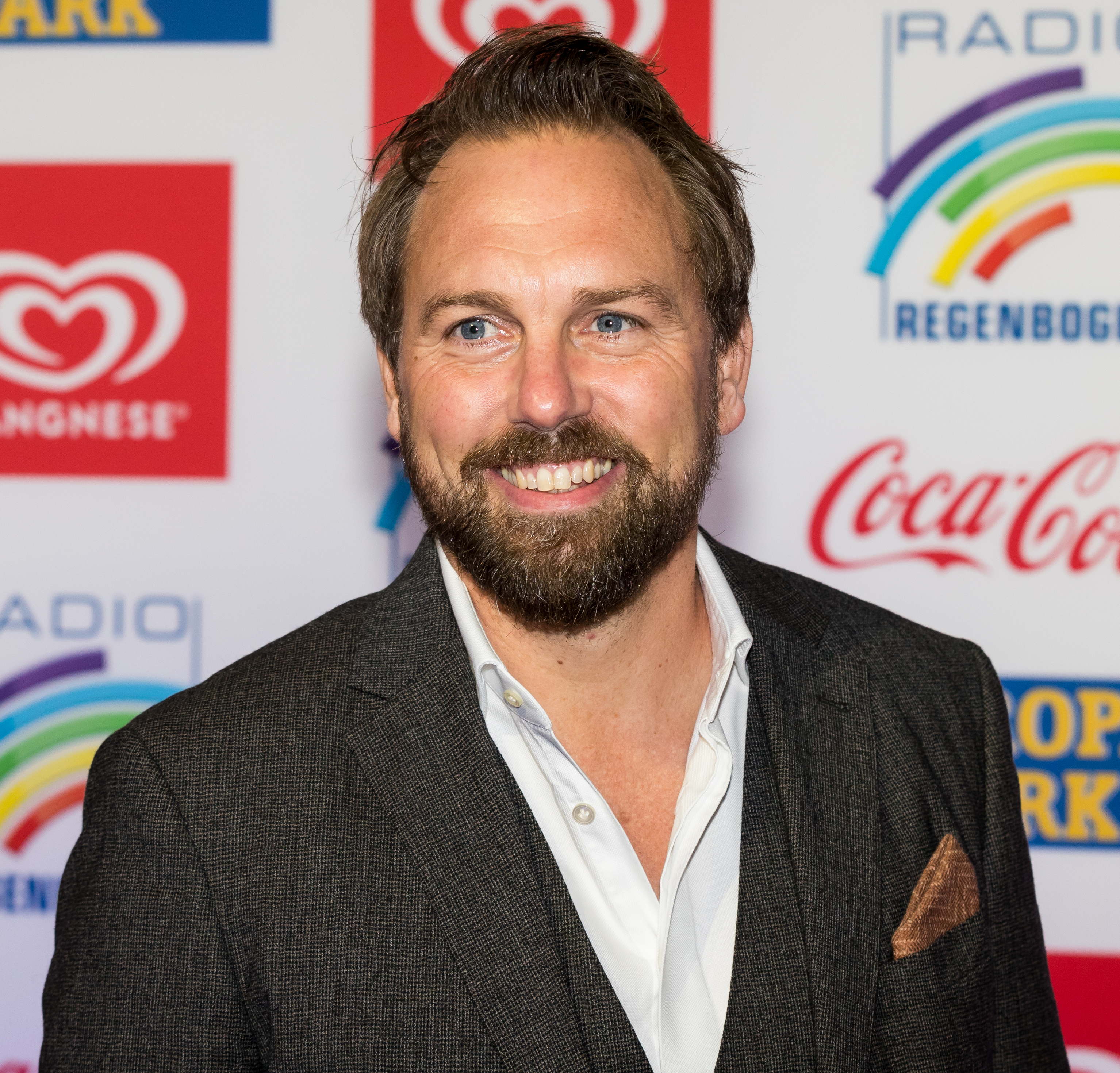
Steven Gätjen (2021)

## Equipos
1.º lugar
     2.º lugar
     3.º lugar
     4.º lugar
     5.º lugar
- Los finalistas de cada equipo están ubicados al principio de la lista, en negrita.
- Los participantes están listados en el orden en el cual fueron siendo eliminados.
- Los participantes están ordenados según la temporada en la cual han participado y el entrenador con el que participaron.
- Los nombres escritos en cursivas son los participantes que han sido eliminados.

| Temporada | Coaches | Coaches | Coaches | Coaches                                                                                                   | Coaches                        |
| 1         | Rea Garvey | Nena | The BossHoss | Xavier Naidoo                                                                                             | N/A                            |
| --------- | --- | --- | --- | --- | ------------------------------ |
| 1         | Michael Schulte Jasmin Graf Percival Duke Benny Fiedler Charles Simmons Lena Sicks                            | Kim Sanders Sharron Levy Behnam Moghaddam Yasmina Hunzinger Nina Kutschera Lisa Martine Weller                       | Ivy Quainoo Ole Feddersen Ramona Nerra Bennie McMillan C Jay Sahar Haluzy                                           | Max Giesinger Mic Donet Rino Galiano Katja Friedenberg Rüdiger Skoczowsky Dominic Sanz                    | N/A                            |
| 2         | Rea Garvey | Nena | The BossHoss | Xavier Naidoo                                                                                             | N/A                            |
| 2         | Nick Howard Michael Heinemann Bianca Böhme Jenna Hoff Karo Fruhner Evi Lancora Rayland Horton Michelle Perera | Isabell Schmidt Brigitte Lorenz Eva Croissant Menna Mulugeta Neo Aisata Blackman Sami & Samira Badawi Michel Schmied | James Borges Rob Fowler Raffa Shira Banggard Steffen Reusch Keye Katcher Lida Martel Christin Kieu Tiffany Kirkland | Michael Lane Freaky T Gil Ofarim Jesper Jürgens Brandon Stone Momo Djender Iveta Mukuchyan Marcel Gabriel | N/A                            |
| 3         | Samu Haber | Nena | The BossHoss | Max Herre                                                                                                 | N/A                            |
| 3         | Chris Schummert Judith van Hel Yvonne Rüller Romina Amann Tesiree Priti Nilima Chowdhury                      | Tiana Kruskic Emily Intsiful Thorunn Egilsdóttir John Noville Nader Rahy Laura Kattan                                | Debbie Schippers Caro Trischler Tal Ofarim Aalijah Tabatha Hahnemann David Whitley Anina Schibli                    | Andreas Kümmert Peer Richter Nico Gomez Yasemin "Jazz" Akkar Violeta Kokollari Katharina Schoofs          | N/A                            |
| 4         | Samu Haber | Michi & Smudo | Stefanie Kloß | Max Herre                                                                                                 | N/A                            |
| 4         | Lina Arndt Philipp Leon Altmeyer Alex Hartung Carlos Jerez                                                    | Charley Ann Schmutzler Calvin Bynum Stephanie Kurpisch René Lugonic                                                  | Marion Campbell Ben Dettinger Björn Amadeus Kahl Anna Liza Risse                                                    | Andrei Vesa René Noçon Katrin Ringling Daniel Mehrsadeh                                                   | N/A                            |
| 5         | Rea Garvey | Stefanie Kloß | Michi & Smudo | Andreas Bourani                                                                                           | N/A                            |
| 5         | Denise Beiler Mary Summer Joshua Harfst                                                                       | Isabel Ment Dimi Rompos Cheryl Vorsterman van Oijen                                                                  | Jamie-Lee Kriewitz Tobias Vorwerk Matthias Nzola Zanquila                                                           | Ayke Witt Tiffany Kemp Michael Bauereiß                                                                   | N/A                            |
| 6         | Samu Haber | Yvonne Catterfeld | Michi & Smudo | Andreas Bourani                                                                                           | N/A                            |
| 6         | Robin Resch Stas Schurins Florian"Flo"Unger                                                                   | Boris Alexander Stein Vera Tavares Friedemann Petter                                                                 | Marc Amacher Robert Ildefonso Yasmin Sidibe                                                                         | Tay Schmedtmann Lucie Fischer Michael Caliman                                                             | N/A                            |
| 7         | Mark Forster                                                                                                  | Michi & Smudo | Yvonne Catterfeld                                                                                                   | Samu Haber                                                                                                | N/A                            |
| 7         | Benedikt Köstler Michael Russ Filiz Arslan                                                                    | Anna Heimrath Meike Hammerschmidt Dzenan Buldic                                                                      | BB Thomaz Melvin Vardouniotis Gregor Hägele                                                                         | Natia Todua Janina Beyerlein Lara Samira Will                                                             | N/A                            |
| 8         | Michael Patrick                                                                                               | Michi & Smudo | Yvonne Catterfeld                                                                                                   | Mark Forster                                                                                              | N/A                            |
| 8         | Samuel Rösch Bernarda Brunović Matthias Nebel                                                                 | Eros Atomus Isler Coby Grant Clifford Dwenger                                                                        | Benjamin Dolic Linda Alkhodor James Smith Jr.                                                                       | Jessica Schaffler Rahel Maas Diana Babalola                                                               | N/A                            |
| 9         | Mark Forster                                                                                                  | Alice Merton | Sido | Rea Garvey                                                                                                | Nico Santos                    |
| 9         | Fidi Steinbeck Oxa                                                                                            | Claudia Emmanuela Santoso Mariel Kirschall                                                                           | Freschta Akbarzada Larissa Pitzen                                                                                   | Erwin Kintop Marita Hintz                                                                                 | Lucas Rieger Celine Abeling    |
| 10        | Mark Forster                                                                                                  | Yvonne & Stefanie | Nico Santos | Samu & Rea                                                                                                | Michael Schulte                |
| 10        | Tosari Udayana Sion Jung                                                                                      | Oliver Henrich Juan Geck                                                                                             | Jonas & Mael Nico Traut                                                                                             | Paula Dalla Corte Matthias Nebel                                                                          | Alessandro Pola Mickela Löffel |
| 11        | Mark Forster                                                                                                  | Nico Santos | Sarah Connor | Johannes Oerding                                                                                          | Elif Demirezer                 |
| 11        | Florian & Charlene The Razzzones Luna Farina                                                                  | Gugu Zulu Kati Lamberts Jennifer Williams                                                                            | Katarina Mihaljević Archippe Ombang Joel Zupan                                                                      | Sebastian Krenz Ann Sophie Zeynep Avci                                                                    | Linda Elsener Sascha Salvati   |
| 12        | Rea Garvey | Stefanie Kloß | Peter Maffay | Mark Forster                                                                                              | N/A                            |
| 12        | Tammo Förster Jan Bleeker Sophie Frei                                                                         | Basti Schmidt Lizi Gogua Luan Huber                                                                                  | Julian Pförtner Nel Lewicki Susan Agbor                                                                             | Anny Ogrezeanu Bruno Flütsch Marlon Falter                                                                | N/A                            |
| 13        | Giovanni Zarrella                                                                                             | Bill & Tom Kaulitz                                                                                                   | Shirin David | Ronan Keating                                                                                             | N/A                            |
| 13        | Próxima temporada                                                                                             | | | | N/A                            |

## Asesores de entrenadores
Desde la primera temporada hasta la cuarta, los asesores de los entrenadores estuvieron en las rondas de batalla y desde la sexta hasta la duodécima temporada estuvieron en los Sing Offs.
| Temporada | Equipo Rea             | Equipo Nena              | Equipo BossHoss      | Equipo Xavier     |
| --------- | ---------------------- | ------------------------ | -------------------- | ----------------- |
| 1         | Nerina Pallot          | Derek von Krogh          | Jan Löchel           | Michael Herberger |
| 2         | Andy Chatterley        | Derek von Krogh          | Jan Löchel           | Michael Herberger |
| 3         | Equipo Samu            | Equipo Nena              | Equipo BossHoss      | Equipo Max        |
| 3         | Brix                   | Derek & John             | Jan Löchel           | Sékou             |
| 4         | Equipo Rea             | Equipo Michi & Smudo     | Equipo Stefanie      | Equipo Samu       |
| 4         | Andy Chatterley        | Thomilla                 | Alexander Freund     | Brix              |
| 5         | Equipo Rea             | Equipo Stefanie          | Equipo Michi & Smudo | Equipo Andreas    |
| 5         | Sin asesores           |                          |                      |                   |
| 6         | Equipo Samu            | Equipo Yvonne            | Equipo Michi & Smudo | Equipo Andreas    |
| 6         | Shawn Mendes           | Alicia Keys              | Robbie Williams      | Emeli Sandé       |
| 7         | Equipo Mark            | Equipo Yvonne            | Equipo Michi & Smudo | Equipo Samu       |
| 7         | Rita Ora               | Demi Lovato              | Beth Ditto           | Jason Derulo      |
| 8         | Equipo Michael Patrick | Equipo Michi & Smudo     | Equipo Yvonne        | Equipo Mark       |
| 8         | Olly Murs              | Jess Glynne              | Josh Groban          | Dua Lipa          |
| 9         | Equipo Mark            | Equipo Alice             | Equipo Sido          | Equipo Rea        |
| 9         | Natasha Bedingfield    | Ryan Tedder              | James Blunt          | Michael Schulte   |
| 10        | Equipo Mark            | Equipo Yvonne & Stefanie | Equipo Nico          | Equipo Samu & Rea |
| 10        | Joy Denalane           | Clueso                   | Lea                  | David Guetta      |
| 11        | Equipo Mark            | Equipo Nico              | Equipo Sarah         | Equipo Johannes   |
| 11        | Sin asesores           |                          |                      |                   |
| 12        | Equipo Rea             | Equipo Stefanie          | Equipo Peter         | Equipo Mark       |
| 12        | Tones and I            | Lena Meyer-Landrut       | Wincent Weiss        | Calum Scott       |
| 13        | Equipo Giovanni        | Equipo Bill & Tom        | Equipo Shirin        | Equipo Ronan      |
| 13        | Próxima temporada      |                          |                      |                   |

## Resumen de la serie
Advertencia: la siguiente tabla presenta una cantidad significativa de colores diferentes.
| Temporada | Transmitido | Ganador                   | Subcampeón          | Tercer Lugar        | Cuarto Lugar          | Quinto Lugar       | Entrenador ganador    | Presentador                       | Coaches               | Coaches            | Coaches           | Coaches          | Coaches         |
| Temporada | Transmitido | Ganador                   | Subcampeón          | Tercer Lugar        | Cuarto Lugar          | Quinto Lugar       | Entrenador ganador    | Presentador                       | 1                     | 2                  | 3                 | 4                | 5               |
| --------- | ----------- | ------------------------- | ------------------- | ------------------- | --------------------- | ------------------ | --------------------- | --------------------------------- | --------------------- | ------------------ | ----------------- | ---------------- | --------------- |
| 1         | 2011        | Ivy Quainoo               | Kim Sanders         | Michael Schulte     | Max Giesinger         | N/A                | The BossHoss          | Stefan Gödde                      | Rea Garvey            | Nena               | The BossHoss      | Xavier Naidoo    | N/A             |
| 2         | 2012        | Nick Howard               | Isabell Schmidt     | Michael Lane        | James Borges          | N/A                | Rea Garvey            | Thore Schölermann                 | Rea Garvey            | Nena               | The BossHoss      | Xavier Naidoo    | N/A             |
| 3         | 2013        | Andreas Kümmert           | Chris Schummert     | Judith van Hel      | Debbie Schippers      | N/A                | Max Herre             | Thore Schölermann                 | Samu Haber            | Nena               | The BossHoss      | Max Herre        | N/A             |
| 4         | 2014        | Charley Ann Schmutzler    | Lina Arndt          | Andrei Vesa         | Marion Campbell       | N/A                | Michi & Smudo         | Thore Schölermann                 | Rea Garvey            | Michi & Smudo      | Stefanie Kloß     | Samu Haber       | N/A             |
| 5         | 2015        | Jamie-Lee Kriewitz        | Ayke Witt           | Tiffany Kemp        | Isabel Ment           | N/A                | Michi & Smudo         | Thore Schölermann, Lena Gercke    | Rea Garvey            | Stefanie Kloß      | Michi & Smudo     | Andreas Bourani  | N/A             |
| 6         | 2016        | Tay Schmedtmann           | Robin Resch         | Marc Amacher        | Boris Alexander Stein | N/A                | Andreas Bourani       | Thore Schölermann, Lena Gercke    | Samu Haber            | Yvonne Catterfeld  | Michi & Smudo     | Andreas Bourani  | N/A             |
| 7         | 2017        | Natia Todua               | Benedikt Köstler    | Anna Heimrath       | BB Thomaz             | N/A                | Samu Haber            | Thore Schölermann, Lena Gercke    | Mark Forster          | Michi & Smudo      | Yvonne Catterfeld | Samu Haber       | N/A             |
| 8         | 2018        | Samuel Rösch              | Benjamin Dolic      | Jessica Schaffler   | Eros Atomus Isler     | N/A                | Michael Patrick Kelly | Thore Schölermann, Lena Gercke    | Michael Patrick Kelly | Michi & Smudo      | Yvonne Catterfeld | Mark Forster     | N/A             |
| 9         | 2019        | Claudia Emmanuela Santoso | Erwin Kintop        | Lucas Rieger        | Fidi Steinbeck        | Freschta Akbarzada | Alice Merton          | Thore Schölermann, Lena Gercke    | Mark Forster          | Alice Merton       | Sido              | Rea Garvey       | Nico Santos     |
| 10        | 2020        | Paula Dalla Corte         | Oliver Henrich      | Jonas & Mael        | Alessandro Pola       | Tosari Udayana     | Samu & Rea            | Thore Schölermann, Lena Gercke    | Mark Forster          | Yvonne & Stefanie  | Nico Santos       | Samu & Rea       | Michael Schulte |
| 11        | 2021        | Sebastian Krenz           | Gugu Zulu           | Katarina Mihaljević | Linda Elsener         | Florian & Charlene | Johannes Oerding      | Thore Schölermann, Lena Gercke    | Mark Forster          | Nico Santos        | Sarah Connor      | Johannes Oerding | Elif Demirezer  |
| 12        | 2022        | Anny Ogrezeanu            | Julian Pförtner     | Tammo Förster       | Basti Schmidt         | N/A                | Mark Forster          | Thore Schölermann, Melissa Khalaj | Rea Garvey            | Stefanie Kloß      | Peter Maffay      | Mark Forster     | N/A             |
| 13        | 2023        | Malou Lovis Kreyelkamp    | Desirey S. Agyemang | Egon Herrnleben     | Joy Esquivias         | Emely Myles        | Bill & Tom Kaulitz    | Thore Schölermann, Melissa Khalaj | Giovanni Zarrella     | Bill & Tom Kaulitz | Shirin David      | Ronan Keating    | N/A             |

### Temporada 1 (2011–2012)
La primera temporada del programa se emitió del 24 de noviembre de 2011 al 10 de febrero de 2012. La primera temporada fue moderada por Stefan Gödde y detrás del escenario por Doris Golpashin. Los entrenadores fueron la músico pop Nena, el cantante de soul Xavier Naidoo, el cantante y guitarrista Rea Garvey y el dúo Alec Völkel y Sascha Vollmer de la banda The BossHoss. La ganadora fue Ivy Quainoo del Team BossHoss.
Ivy Quainoo debutó en el puesto número 2 de las listas de German Media Control con su sencillo debut "Do You Like What You See", mientras que los otros tres finalistas también llegaron al top 20.

### Temporada 2 (2012)
La segunda temporada de The Voice Alemania se emitió del 18 de octubre al 14 de diciembre de 2012. La segunda temporada fue moderada por Thore Schölermann. Los cuatro entrenadores y el presentador detrás del escenario siguieron siendo los mismos que en la primera temporada. El ganador de la segunda temporada fue Nick Howard del Team Rea con su canción "Unbreakable".

### Temporada 3 (2013)
La tercera temporada de The Voice Alemania se emitió del 17 de octubre al 20 de diciembre de 2013. Además de los entrenadores anteriores Nena y el dúo de The BossHoss, los entrenadores incluyeron al rapero y productor musical Max Herre y al compositor, cantante y guitarrista Samu Haber. La tercera temporada fue nuevamente moderada por Thore Schölermann y entre bastidores por Doris Golpashin. El ganador fue Andreas Kümmert del Team Max con su canción Simple Man.

### Temporada 4 (2014)
La cuarta temporada se emitió del 9 de octubre al 12 de diciembre de 2014. Samu Haber regresó como entrenador y con Rea Garvey, que también fue entrenadora en las dos primeras temporadas, Stefanie Kloß y Michi & Smudo. Esta temporada nuevamente fue conducida por Thore Schölermann y la presentadora detrás del escenario fue Doris Golpashin. La ganadora de la cuarta temporada fue Charley Ann Schmutzler del Team Michi & Smudo con su canción "Blue Heart".

### Temporada 5 (2015)
La quinta temporada se emitió del 15 de octubre al 17 de diciembre de 2015. Rea Garvey, Stefanie Kloß y Michi & Smudo regresaron como entrenadores y con Andreas Bourani como nuevo entrenador. Esta temporada contó con dos presentadores principales, Thore Schölermann y Lena Gercke. La ganadora de la quinta temporada fue Jamie-Lee Kriewitz del Team Michi & Smudo con su canción "Ghost", que también fue la contribución alemana al  Festival de la Canción de Eurovisión 2016 unos meses después. Allí Kriewitz llegó al último lugar con 11 puntos.

### Temporada 6 (2016)
La sexta temporada comenzó a transmitirse el 20 de octubre y finalizó el 18 de diciembre de 2016. De la temporada anterior, Michi & Smudo y Andreas Bourani regresaron como entrenadores. Samu Haber e Yvonne Catterfeld reemplazaron a Rea Garvey y Stefanie Kloss. Thore Schölermann y Lena Gercke regresaron como anfitriones. El 15 de septiembre de 2016 se anunció que el programa se retransmitiría en ProSieben los jueves y el sat 1 los domingos. El ganador de la sexta temporada fue Tay Schmedtmann del equipo Andreas.

### Temporada 7 (2017)
La séptima temporada comenzó el 19 de octubre y finalizó el 17 de diciembre de 2017. Yvonne Catterfeld, Samu Haber y Michi & Smudo regresaron como entrenadores. Andreas Bourani fue reemplazado por Mark Forster. También los presentadores Thore Schölermann y Lena Gercke permanecieron en el programa. La ganadora fue Natia Todua del Team Samu. Ninguno de los finalistas cantó su canción original este año.

### Temporada 8 (2018)
La octava temporada del programa se emitió del 18 de octubre al 16 de diciembre de 2018. A Yvonne Catterfeld, Mark Forster y Michi & Smudo se les unió Michael Patrick Kelly, quien reemplazó a Samu Haber. La presentadora Lena Gercke y Thore Schölermann se quedaron. El ganador fue Samuel Rösch del equipo Michael Patrick Kelly.

### Temporada 9 (2019)
La novena temporada comenzó el 12 de septiembre y finalizó el 10 de noviembre de 2019. Al entrenador que regresa Mark Forster, se le unió Rea Garvey, quien regresó después de una pausa de 3 años, y los nuevos entrenadores Alice Merton y Sido. Por primera vez en la historia del programa, la temporada contó con un quinto entrenador, Nico Santos, quien seleccionó a los concursantes que no giraron una silla en las audiciones a ciegas o fueron eliminados de rondas posteriores del competición, para participar en el Comeback Stage de SEAT. Thore Schölermann y Lena Gercke permanecieron como presentadores. La ganadora fue Claudia Emmanuela Santoso del Team Alice.

### Temporada 10 (2020)
La temporada del décimo aniversario comenzó a transmitirse el 8 de octubre de 2020. Mark Forster regresó como entrenador, mientras que Yvonne Catterfeld y Stefanie Kloß regresaron al programa. , esta vez como dúo. Samu Haber y Rea Garvey también entrenaron como dúo. Nico Santos pasó de ser entrenador en línea a ser entrenador de tiempo completo. Finalmente, Michael Schulte se unió al programa como entrenador en línea, reemplazando a Santos. Thore Schölermann y Lena Gercke continuaron siendo anfitriones. Gercke presentó esta temporada sólo los "shows en vivo", debido al embarazo. En los demás escenarios del espectáculo, Schölermann estuvo acompañado por Annemarie Carpendale. La ganadora fue Paula Dalla Corte del equipo Samu & Rea.

### Temporada 11 (2021)
La undécima temporada comenzó a transmitirse el 7 de octubre de 2021 y concluyó el 19 de diciembre de 2021. Mark Forster y Nico Santos regresaron como entrenadores y se les unieron nuevos entrenadores. Johannes Oerding y Sarah Connor. Elif Demirezer fue el quinto entrenador, que seleccionó a los concursantes que fueron eliminados de la competencia, para participar en la Comeback Stage by SEAT. Thore Schölermann y Lena Gercke regresaron como presentadores. El ganador fue Sebastian Krenz del equipo Johannes.

### Temporada 12 (2022)
La duodécima temporada comenzó a transmitirse el 18 de agosto de 2022 y concluyó el 4 de noviembre de 2022. El 12 de mayo de 2022, se anunció que Rea Garvey, Mark Forster y Stefanie Kloß regresarían para su séptima, sexta y cuarta temporada, respectivamente. A ellos se unió un nuevo entrenador, Peter Maffay. La ganadora fue Anny Ogrezeanu del equipo Mark.

### Temporada 13 (2023)
La decimotercera temporada comenzará a transmitirse el 21 de septiembre de 2023. El 6 de junio de 2023, se anunció que Giovanni Zarrella, Bill & Tom Kaulitz, Shirin David y ex The Voice Australia y The Voice Kids UK El entrenador Ronan Keating debutaría como entrenador esta temporada. El bloqueó, introducido por primera vez en la decimocuarta temporada de la versión americana del programa, también se introdujo como un giro para las audiciones a ciegas, dando a los entrenadores el poder de impedir que otro entrenador consiga un artista.

## The Voice Rap
El 2 de mayo de 2023, se anunció la versión rap del programa llamado The Voice Rap y comenzará a transmitirse el 14 de septiembre de 2023. Los raperos Kool Savas y Dardan serán entrenadores sobre el nuevo spin-off. The Voice Rap será la única versión de la franquicia The Voice que contará sólo con 2 entrenadores.[cita requerida]

## Recepción

### Recepción crítica
En los medios, el programa de casting encontró algunas voces críticas. En la selección de candidatos se realiza un filtrado previo, de modo que muchos candidatos se ven atractivos o traen consigo historias conmovedoras.
También se criticaron los contratos de los participantes. Durante el programa de televisión, a los candidatos se les suele indicar qué canciones deben cantar. Incluso después del final del espectáculo, están vinculados al Universal Music Group. Los términos financieros hasta el tercer álbum del programa de televisión inclusive no eran negociables.